# Militello in Val di Catania
Militello in Val di Catania (Militeḍḍu in siciliano), fino al 1862 chiamato Militello in Val di Noto, è un comune italiano di 6 602 abitanti della città metropolitana di Catania in Sicilia.
Per il grande valore del suo patrimonio monumentale nel 2002 è stata inserita, insieme ad altre sette città tardo barocche del Val di Noto, nella lista dei siti dichiarati dall'UNESCO Patrimonio dell'umanità. La cittadina fa parte del circuito dei borghi più belli d'Italia ed è stata proclamata "borgo dei borghi 2025".

## Geografia fisica
Militello in Val di Catania si trova sulle estreme propaggini settentrionali dei monti Iblei, a 45 km da Catania e 38 km da Caltagirone alle quali è collegata dalla Strada Statale 385. Altre strade statali che permettono di raggiungere Militello sono la SS 417 (Catania-Gela), la SS 124 (Siracusana) e la SS 194/514 (Ragusana) alle quali è collegata da viabilità provinciale. È anche possibile raggiungere Militello in treno fino all'omonima stazione, situata alla periferia nord del paese, attraverso la Ferrovia Catania-Caltagirone-Gela.

### Geologia
L'abitato di Militello si trova quasi al limite dell'Avanfossa Gela-Catania, osservabile già nelle zone di Palagonia, ad un'altezza di 413 metri s.l.m. circa. Il substrato su cui poggia è di tipo calcareo e appartiene al dominio di Avampaese Ibleo. Sono spesso presenti in affioramento le lave basaltiche quaternarie, riferibili alle effusioni sottomarine dovute al sottoscorrimento dell'Avampaese sotto la Catena Maghrebide. La "pillows lava" o "lava a cuscini" è osservabile in abbondanza all'entrata Sud di Militello. Procedendo in direzione Scordia si può osservare uno spaccato del substrato militellese, in corrispondenza della Gola del Carcarone, che è la parte più superficiale e residuale dell'Avampaese.
Si riconoscono le ben evidenti colate laviche quaternarie interposte al calcare organogeno. L'area è interessata anche da vistosi fenomeni carsici, come le innumerevoli grotte esistenti presso contrada Poggio Croce, che furono in passato protagoniste essenziali per la costruzione di insediamenti umani, come, ad esempio, le coste di Santa Febronia a Palagonia.
Militello gode di un'altitudine minore, circa 413 m s.l.m., rispetto al cuore degli Iblei, circa 800 m s.l.m., a causa del progressivo abbassamento dell'area, dovuto alla nascita di faglie a carattere per lo più normale, che permettono all'Avampaese di sottoscorrere al di sotto del Dominio Europeo. Questo fenomeno è osservabile proprio a Poggio Croce in direzione NO ed è alla base della genesi del Graben di Scordia in direzione ENE (Geol. Giovanni Paolo Amenta).

## Storia

### Origini
Il territorio di Militello è stato abitato sin dall'antichità. Le aree archeologiche presenti in prossimità del centro abitato testimoniano la frequentazione del territorio lungo un arco cronologico che va dall'età del rame e del bronzo (necropoli di Dosso Tamburaro, Frangello, Oxina) all'età del ferro (necropoli di Castelluzzo, Oxina), dal periodo classico ed ellenistico (necropoli di Fildidonna, Piano Maenza) a quello bizantino e arabo (necropoli di Santa Barbara, S. Maria la Vetere, Oxina). Alla luce di queste testimonianze, e in ragione della sua posizione geografica, in età antica il centro va compreso come uno dei diversi villaggi (komai), privi di indicazione onomastica, presenti nel vasto territorio della città greca di Leontinoi, riferimento urbano di tutta l'area (chora leontinoa).

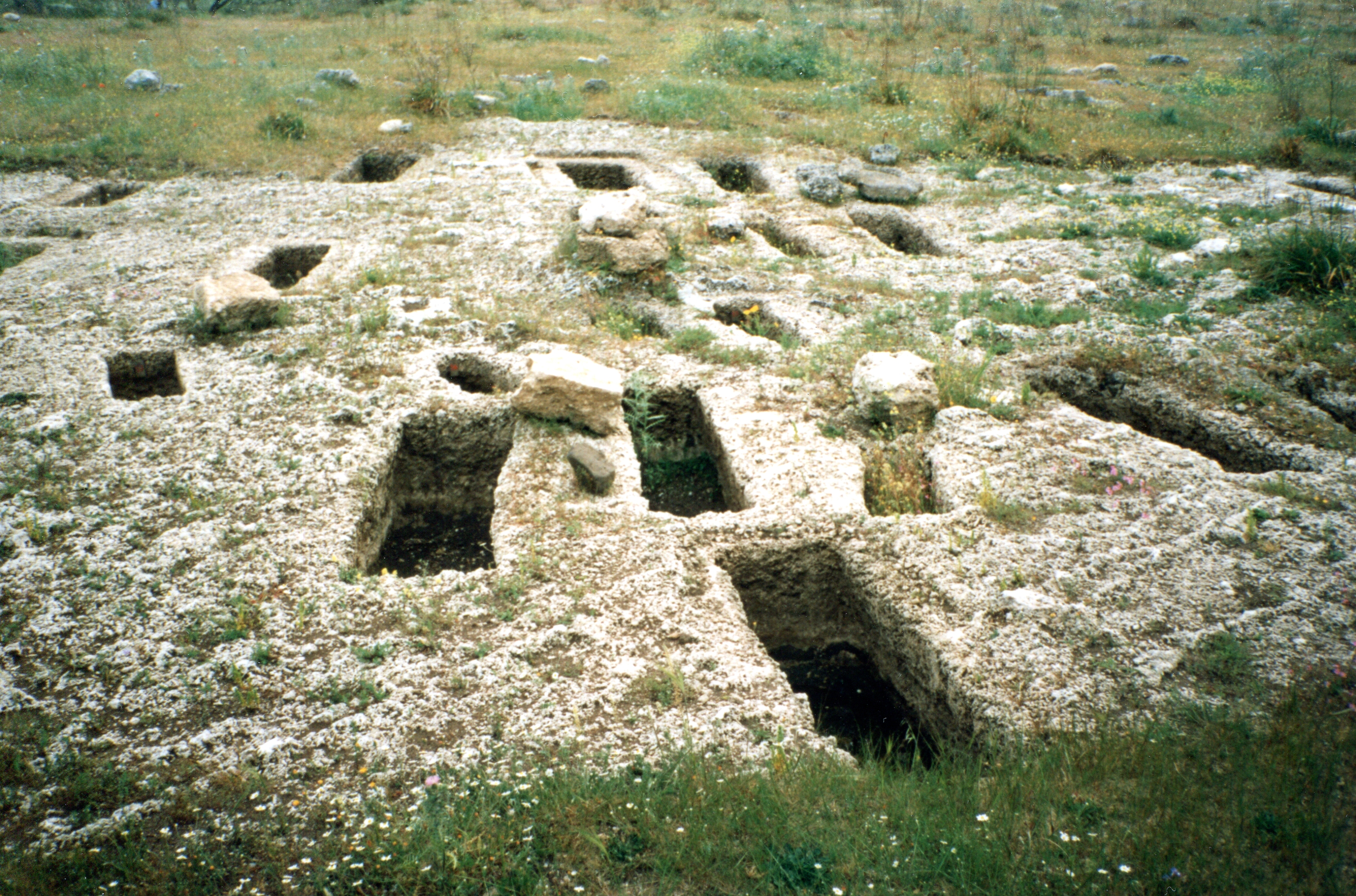
Necropoli ellenistica di Piano Maenza (III-II sec. a. C.).

Nonostante l'evidenza archeologica, numerose sono state le ipotesi sulla fondazione della città, alcune delle quali di carattere leggendario. La più conosciuta di queste, sebbene priva di riscontri documentali, è quella dello scrittore militellese Pietro Carrera (1573-1647), che fa risalire la fondazione di Militello al tempo della Seconda Guerra Punica: le truppe romane del console Marco Claudio Marcello, durante l'assedio di Siracusa del 212 a.C., nel tentativo di scampare ad un'epidemia di malaria cercarono un luogo più sicuro dove accamparsi, trovando a circa trenta miglia dalla costa un altopiano caratterizzato da aria salubre e acque limpide. Fu così che sarebbe stata fondata la colonia di Militum Tellus ("terra di soldati") che diede il nome all'abitato. Più verosimilmente, invece, come suggeriscono importanti testimonianze monumentali (resti di una torre-dongione normanna) e diplomatiche (un provvedimento ecclesiastico di Ruggero II, gran conte di Sicilia e Calabria, dell'anno 1115), l'origine dell'odierno abitato è da ricondurre alla politica di controllo del territorio intrapresa dai Normanni al termine della conquista della Sicilia (fine sec. XI). Pertanto, il toponimo latino-medievale "Militellus" (da Militum Tellus, ossia "terra dei soldati") farebbe riferimento alla distribuzione di terre, operata dal conte Ruggero I, in favore dei membri del suo esercito (come riferisce il cronista Goffredo Malaterra). Ai Normanni si devono infatti i primi cenni di attività edilizia nel luogo, come la chiesa di Santa Maria (poi divenuta Santa Maria della Stella) e la torre-dongione ad essa adiacente, edifici costruiti a ridosso della cava, in un contesto abitativo prevalentemente rupestre.
Durante il periodo normanno, l'abitato e il suo territorio furono infeudati a Simone del Vasto, conte degli Aleramici di Sicilia, al quale succedette il figlio Manfredi. Passò successivamente ai nobili Alaimo Lentini e Lanfranco Lentini di San Basilio, i due si distinsero per le loro imprese militari nell'armata normanna del gran conte Ruggero che per premiarli nel 1101 diede loro i castelli di Militello, Ossina, e Idra. Nel 1248, l'imperatore Federico II concesse in perpetuo il casale et castrum di Militello in Val di Noto, col rango di baronia, al nobile Bonifacio de Camerana figlio di Oddone. Quest'ultimo, milite originario delle Langhe piemontesi, nel 1237 aveva ottenuto dall'imperatore il permesso di immigrare in Sicilia, col suo seguito di coloni lombardi (a quel tempo erano genericamente chiamati "lombardi" tutti gli abitanti dell'Italia settentrionale, quella nord-occidentale in particolare) i quali andarono ad accrescere così il numero dei cosiddetti Lombardi di Sicilia.

### Età feudale

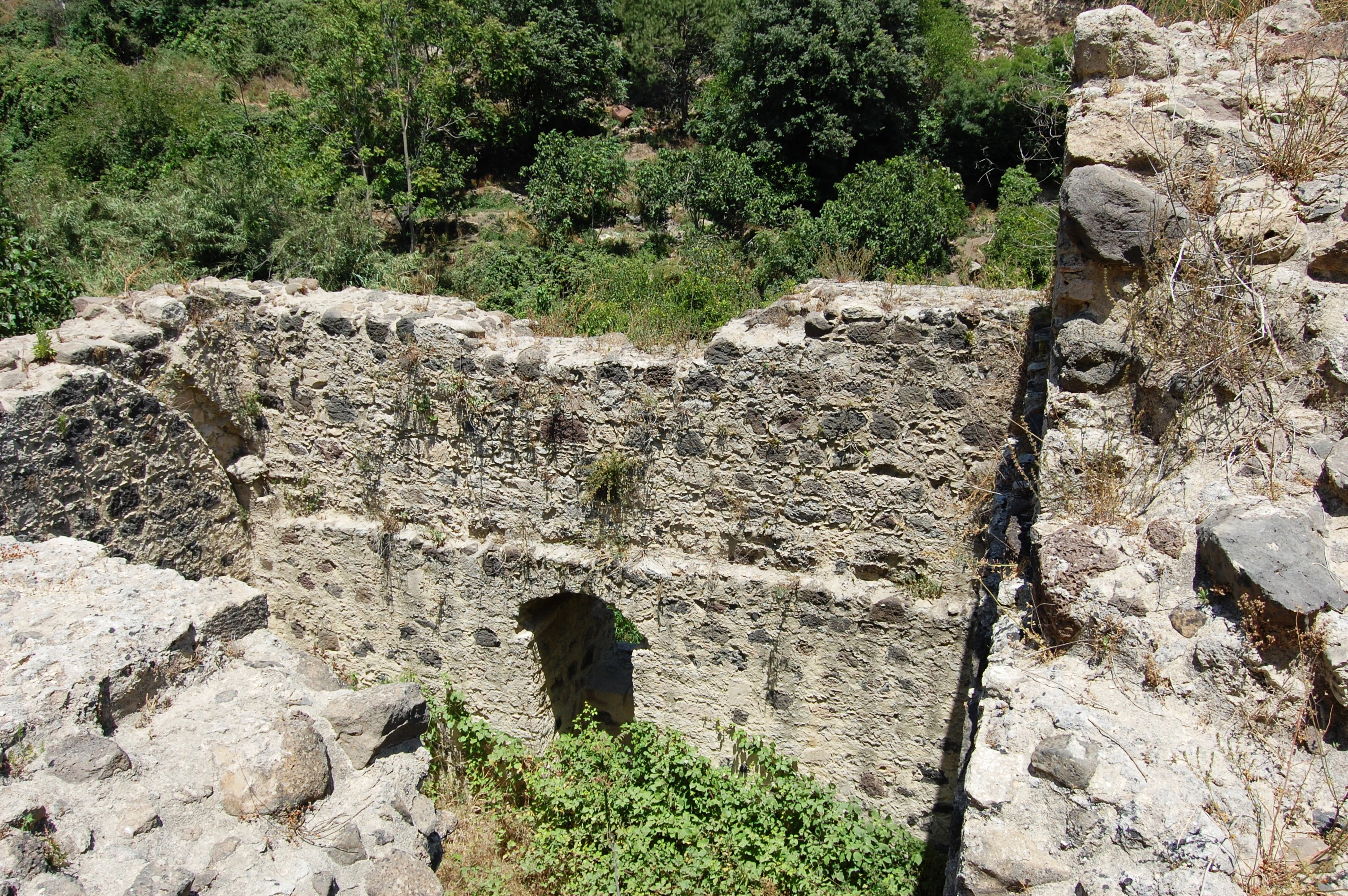
Rovine della torre-dongione normanna (XII sec.).

I Camerana tennero il casale di Militello per alcuni decenni, fino a quando l'ultima esponente della famiglia, Maria Camerana, lasciò il feudo al figlio Abbo Barresi (1308). Nel 1339 il re di Sicilia Pietro II d'Aragona concesse al barone Abbo Barresi il privilegio di circondare di mura l'abitato, collocandovi all'interno il castello. Fu in seguito a questa circostanza, che l'abitato di Militello divenne una "terra" del regno (ossia città con capacità fiscale e militare).
I Barresi rimarranno signori di Militello fino all fine del XVI secolo.
Nel 1473 il castello di Militello fu teatro di un delitto passionale ai danni di donna Aldonza Santapau dei marchesi di Licodia, moglie del barone di Militello Antonio Piero Barresi. Falsamente accusata di adulterio dai cognati, fu uccisa dal marito insieme al presunto amante, il segretario baronale Pietro Caruso, detto "Bellopiede" per la sua perizia nella danza. La fosca vicenda ha alimentato, nel corso dei secoli, una ricca produzione letteraria e di racconti popolari, inaugurando così la lunga serie di storie di drammi della gelosia siciliana, fra i quali il noto romanzo La baronessa di Carini di Salomone Marino, e la famosissima novella Cavalleria Rusticana di Giovanni Verga.
Sotto la signoria dei Barresi, a metà del XVI secolo, il feudo assurse alla dignità di marchesato. Estinta la dinastia per mancanza di eredi maschi, con il matrimonio tra la marchesa Caterina Barresi e Fabrizio Branciforte, principe di Butera e conte di Mazzarino, nel 1571 la città passò ai Branciforte, uno dei casati più importanti di Sicilia, che la tennero fino all'abolizione della feudalità (1812).
A cavallo tra i secoli XV e XVI è ben documentata a Militello la presenza di una numerosa comunità ebraica con la sua sinagoga.
Il periodo compreso fra i secoli XVI e XVIII fu un'epoca di splendore per la città, in particolare gli anni della signoria del marchese Francesco Branciforte (1575-1622) e della consorte Giovanna d'Austria (figlia di don Giovanni d'Austria e nipote dell'imperatore Carlo V d'Asburgo, re di Spagna e di Sicilia), e della loro figlia Margherita d'Austria e Branciforte (1605-1649). Durante il loro governo la città si arricchì di nuovi edifici e fondazioni: la nuova ala del castello, chiese, monasteri, palazzi per l'amministrazione, fontane pubbliche, una grande biblioteca e una stamperia tra le prime del Regno di Sicilia, dove nel 1617 fu pubblicato il trattato Il gioco de gli scacchi di Pietro Carrera, importante testo di riferimento della scacchistica moderna (famoso per la cosiddetta difesa siciliana).
Il terribile terremoto dell'11 gennaio 1693 distrusse molti di questi edifici, purtuttavia la felice ricostruzione del secolo successivo porterà alla realizzazione di gioielli di pregio architettonico, come le nuove chiese parrocchiali di Santa Maria della Stella e di San Nicolò, e nuovi palazzi nobiliari. Fra le fondazioni più importanti di Francesco Branciforte va menzionato il grandioso monastero di San Benedetto (1616), vero cuore pulsante della vita economica e culturale della città. Intorno al 1735 ne divenne priore Vito Maria Amico, erudita, scrittore e storico di grande fama (Carlo di Borbone, re di Napoli e di Sicilia, lo nominò nel 1751 regio storiografo). Questi, durante il suo soggiorno militellese, raccolse fossili e reperti archeologici nel territorio intorno alla città, da destinare al Museo di antichità greco-romane da lui fondato insieme alla Biblioteca nel Monastero di San Nicolò l'Arena di Catania.
In età moderna, oltre all'agricoltura, a Militello erano fiorenti molteplici attività economiche: la produzione della polvere da sparo, della seta, della salsola (sali di potassio per la preparazione del sapone), della colla; la concia delle pelli (vi era impiegato il 10% della popolazione); la molitura dei cereali (tutti i mulini lungo i corsi d'acqua erano proprietà del marchese); la lavorazione del tabacco anche da fiuto (qui nacque il marchio "Tabacco Branciforte"). Non è raro in questo periodo vedere le diverse maestranze organizzarsi in confraternite religiose, animando ulteriormente la vita della città con feste e processioni. Con la morte di Giuseppe Branciforte (1675), vicario generale del Regno di Sicilia sotto Carlo II d'Asburgo, nessuno dei marchesi di Militello risiedette più nella città, e nel corso del XVIII secolo l'amministrazione del feudo sarà delegata a funzionari locali, esponenti dell'aristocrazia militellese, come i Majorana. Ultimo signore di Militello fu Michele Ercole II Branciforte, che tenne il feudo dal 1799 al 1812.

### Dall'abolizione del feudalesimo ad oggi
Con l'abolizione del feudalesimo (1812) a Militello si affacciò una nuova classe dirigente, composta da nobili, clero e ricchi proprietari terrieri, rappresentata dalle famiglie Majorana, Baldanza, Reforgiato, Reina e altre. I Majorana, in particolare, divennero protagonisti assoluti della vicenda politica di Militello lungo tutto l'Ottocento e i primi del Novecento. Con la creazione del nuovo Stato Unitario Italiano (1861) la condizione economica e sociale di Militello non migliorò, anzi la soppressione degli ordini religiosi e l'incameramento dei monasteri che ne seguì (1867) sottrasse alla città le sue principali agenzie d'impiego e le sue più importanti istituzioni assistenziali. Un nuovo avvio di crescita demografica e di ripresa dell'edilizia pubblica si avrà soltanto a partire dai primi decenni del XX secolo (in questi anni venne realizzata la Villa Comunale "Vittorio Veneto", l'Ospedale "Basso Ragusa", l'Istituto "Melchiorre Bisicchia", la Scuola Elementare "Pietro Carrera", il Cine-Teatro "Tempio", ecc.), con una appendice fra gli anni '70 e '80.
In età più recente, la storia di Militello non è diversa da quella della maggior parte dei piccoli comuni siciliani, in cui a una economia basata essenzialmente sull'agricoltura e su una modesta attività artigianale fa riscontro una forte emigrazione e un costante calo demografico. Per la ricchezza del suo patrimonio artistico-monumentale, Militello nel 2002 ha ottenuto il riconoscimento UNESCO, venendo inserita fra le città del Val di Noto dichiarate Patrimonio dell'Umanità. Un riconoscimento prestigioso dal quale sperare un rilancio della cittadina, soprattutto sotto il profilo turistico, culturale ed economico.
Nel 2020 Militello è entrato a far parte dell'associazione "borghi più belli d'Italia" e nel 2022 è stato nominato "Borgo più bello di Sicilia 2022".

### Simboli
Lo stemma e il gonfalone sono stati concessi con decreto del presidente della Repubblica del 23 gennaio 1973.
Stemma
Gonfalone

## Monumenti e luoghi d'interesse
Nel 2002 l'UNESCO ha riconosciuto il Val di Noto Patrimonio dell'Umanità inserendovi, oltre a Militello in Val di Catania, anche le città di Caltagirone, Catania, Modica, Noto, Palazzolo Acreide, Ragusa e Scicli, ovvero le cosiddette Città tardo barocche del Val di Noto.

### Chiese urbane
- Basilica Pontificia Arcipresbiterale Parrocchia Matrice S. Nicolò - SS. Salvatore

Chiesa dal profilo ampio e slanciato, fu edificata a partire dal 1721 in sostituzione dell'antica Matrice (oggi detta San Nicolò il Vecchio e non più esistente) distrutta dal terremoto del 1693. Fu aperta al culto nel 1740. Nel 1750 fu completato il primo ordine della facciata progettato dall'architetto Girolamo Palazzotto, mentre nel 1765 furono realizzati il secondo ordine e il campanile con cupolino in stile orientale dall'architetto catanese Francesco Battaglia. Sul finire del XIX secolo, fu ingrandita con la costruzione del transetto e dell'abside e nel 1904 vi fu sopraelevata la cupola, prima opera in cemento armato della Sicilia orientale, alta 30 metri, che nelle forme si ispira all'architettura catanese del tardo settecento.
L'interno della chiesa, a croce latina, presenta tre navate divise da cinque arcate sorrette da dodici pilastri con capitelli ionici, le navate sono decorate da raffinati stucchi settecenteschi ai quali si aggiungono nei pennacchi della cupola le statue dei quattro evangelisti, eseguiti dallo scultore catanese Giuseppe D'Arrigo (1904). Nel 1950 furono realizzati gli affreschi della volta e dell'abside dal concittadino Giuseppe Barone, raffiguranti scene della vita di san Nicola e del SS. Salvatore. Il prospetto barocco della Chiesa, scandito da otto grandi paraste con alti basamenti e capitelli corinzi, comprende il portale centrale (recuperato dall'altare maggiore della vecchia Matrice) con colonne binate e timpano ad arco spezzato e le due porte laterali, dette “del sole” e “della luna” sormontate da finestre.
Tra le opere più importanti custodite al suo interno troviamo: la grande pala d'altare del 1761, entro macchina lignea, raffigurante la Predicazione di san Nicolò di Vito D'Anna; alcuni altari di recupero tra cui la seicentesca cappella della Pietà da San Nicolò il Vecchio; le pregevoli statue di San Nicola in cattedra, patrono secondario della città e Santa Lucia del XVII secolo (anch'esse dalla vecchia matrice) e un bel gruppo scultoreo di fattura napoletana raffigurante la Sacra Famiglia del 1748. Custodisce inoltre la pregevole effigie lignea del Santissimo Salvatore, patrono della Città, opera del palermitano Girolamo Bagnasco di fine Settecento, arricchita da un elegante fercolo dorato con angeli sorreggenti una corona, realizzato nei primi decenni dell'Ottocento dal ragusano Corrado Leone. Dal 1981 gli ambienti sotterranei delle vecchie cripte sepolcrali della chiesa ospitano il museo "San Nicolò", importante istituzione che custodisce ed espone numerose opere d'arte e sacre suppellettili provenienti dalla chiesa madre e dalle sue chiese filiali.
Nel 2002 è stata dichiarata dall'UNESCO Patrimonio dell'Umanità. Nel 2021 è stata elevata a Basilica Pontificia per volere del Vaticano.
- Chiesa Santuario di Santa Maria della Stella

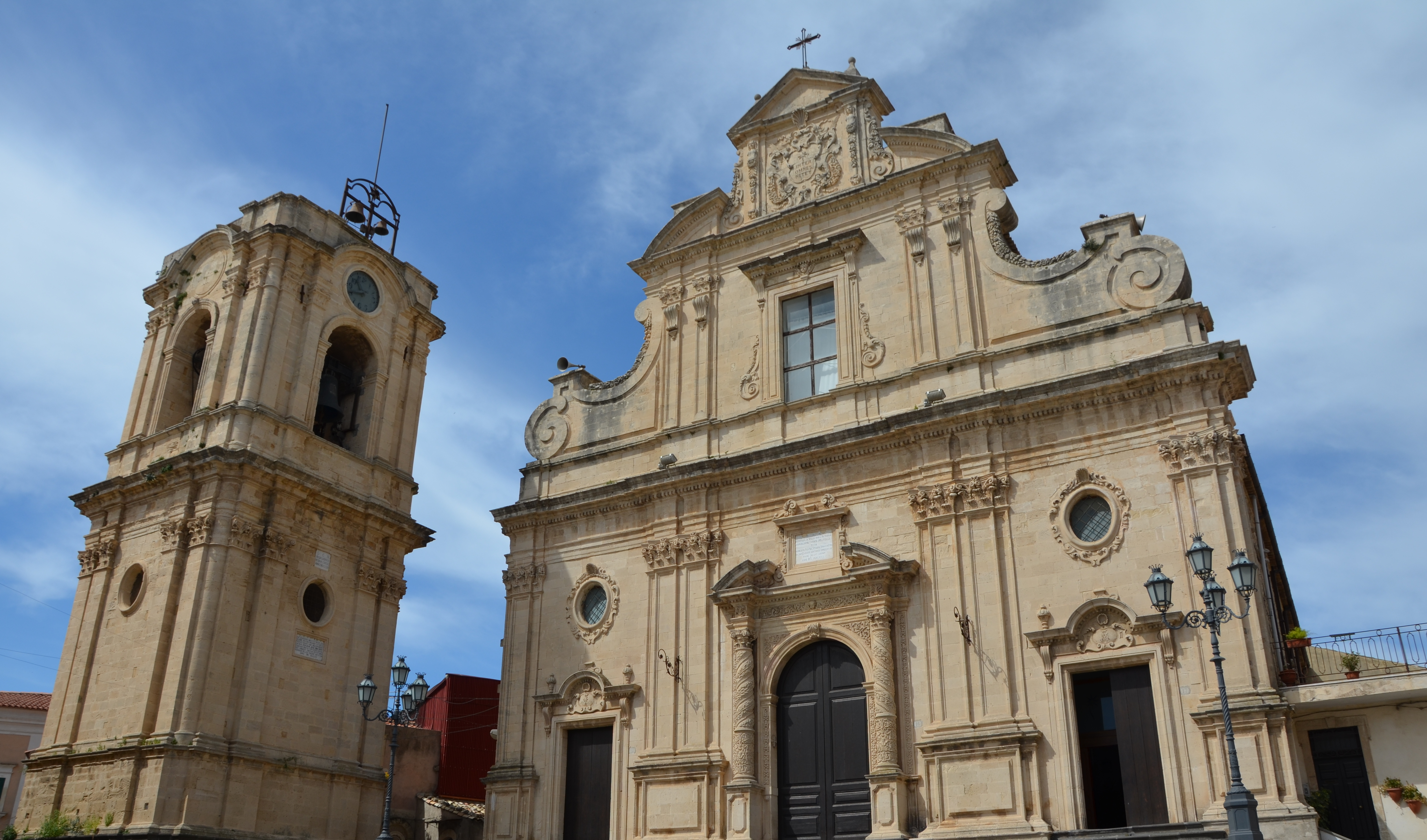
Santuario di Santa Maria della Stella (XVIII sec.).

L'insigne Santuario di Santa Maria della Stella di Militello fu edificato a partire dal 1722, in sostituzione dell'antica Basilica di Santa Maria della Stella distrutta dal terremoto del 1693 (oggi detta Santa Maria la Vetere). Fu aperto al culto nel 1741. Il tempio, dedicato alla Madonna della Stella, Patrona Principale della Città, è collocato in cima ad un'ampia scalinata e presenta un'armoniosa facciata ricca di intagli, affiancata da una poderosa torre campanaria. Il disegno della facciata si deve all'architetto Giuseppe Ferrara da Palazzolo Acreide, i pregevoli stucchi settecenteschi che decorano l'interno sono invece dell'agrigentino Onofrio Russo della scuola del Serpotta. L'interno, a pianta basilicale a tre navate, possiede dodici altari ed è diviso da leggiadri pilastri che sostengono l'ampia volta a botte decorata a stucco e affrescata del pittore militellese Giuseppe Barone (1947). Gli affreschi della volta raffigurano: la Presentazione al Tempio, l'Annunciazione e l'Incoronazione della Beata Vergine. Tra i numerosi capolavori d'arte in essa custoditi troviamo: la preziosa statua in legno e canapa della Madonna della Stella (1618), Principale Patrona della Città e oggetto da secoli di uno speciale culto e devozione, restaurata nel 1693 a seguito del terremoto dallo scultore Camillo Confalone, e intronizzata nei giorni della festa annuale entro un ricco fercolo ligneo settecentesco; una grandiosa pala d'altare di Olivio Sozzi raffigurante la Natività di Maria, incorniciata da una macchina lignea del 1753; la pregevole statua lignea del Cristo alla Colonna (XVII secolo), attribuita a frate Umile da Petralia ma restaurata nel 1693 dal militellese Gaetano Frazzetto; numerose tele di pregio con ricche cornici lignee a zecchino, come quella raffigurante il Martirio di san Bartolomeo del 1694; i sarcofagi in pietra dei feudatari della città dei secoli XV e XVI, testimonianza del Regio Patronato di cui la chiesa godette fino al 1788 e della sua antichità come chiesa sacramentale della città. La chiesa conserva poi la straordinaria pala d'altare in terracotta invetriata dello scultore fiorentino Andrea della Robbia raffigurante la Natività di Gesù (1487), proveniente da Santa Maria la Vetere. La Sacrestia-Tesoro del Santuario conserva numerose e preziose opere d'arte provenienti dalla chiesa parrocchiale e dalle sue chiese filiali. Nel 2002 il santuario è stato inserito nella lista UNESCO dei beni Patrimonio dell'Umanità.
- Chiesa ed ex Abbazia di San Benedetto

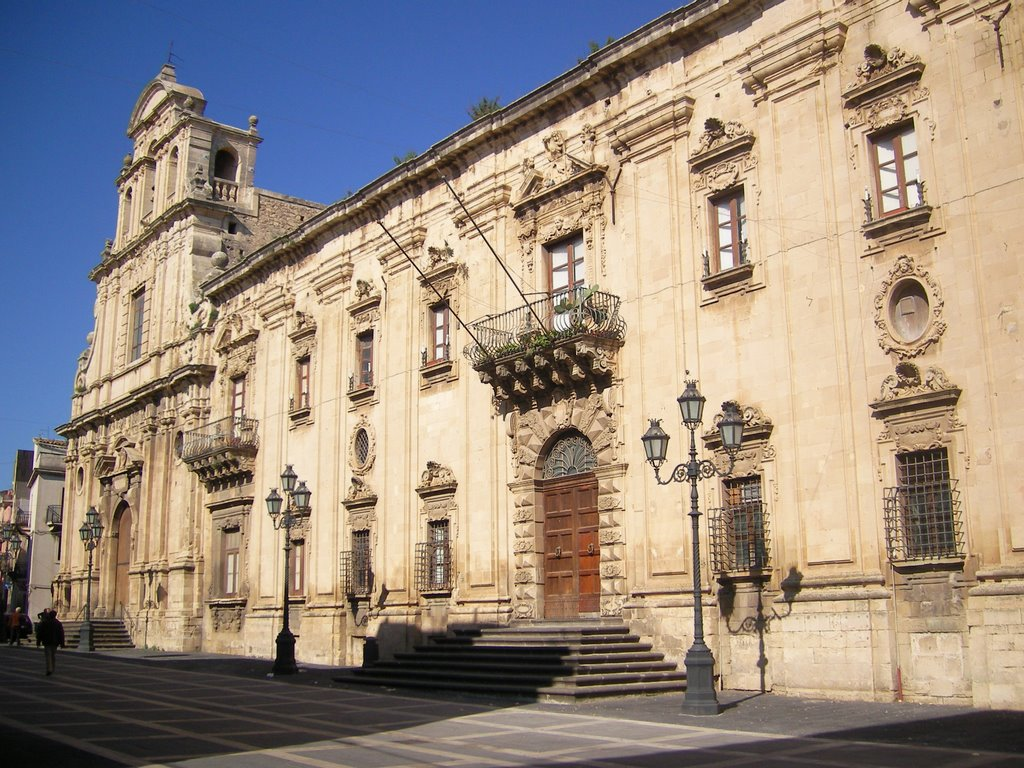
Chiesa ed ex Abbazia di San Benedetto (XVII sec.).

Voluto dal principe Francesco Branciforte e dalla moglie Giovanna d'Austria, e completato dalla figlia Margherita, il vasto complesso benedettino di Militello fu costruito tra il 1616 e il 1646, su disegno del monaco Valeriano De Franchi, e si contraddistingue per l'impianto manierista con notevoli spunti barocchi nell'intaglio. Per dimensioni è il terzo monastero benedettino di Sicilia dopo quelli di Catania e Monreale. L'interno della chiesa (oggi parrocchia) ampio e luminoso conserva numerose opere d'arte di pregevole fattura. I locali dell'ex monastero invece, dopo l'espulsione dei monaci e il sequestro da parte dello Stato italiano (1866), ospitano la casa comunale e sono stati recentemente oggetto di recupero architettonico e valorizzazione funzionale.
- Chiesa di Santa Maria la Vetere

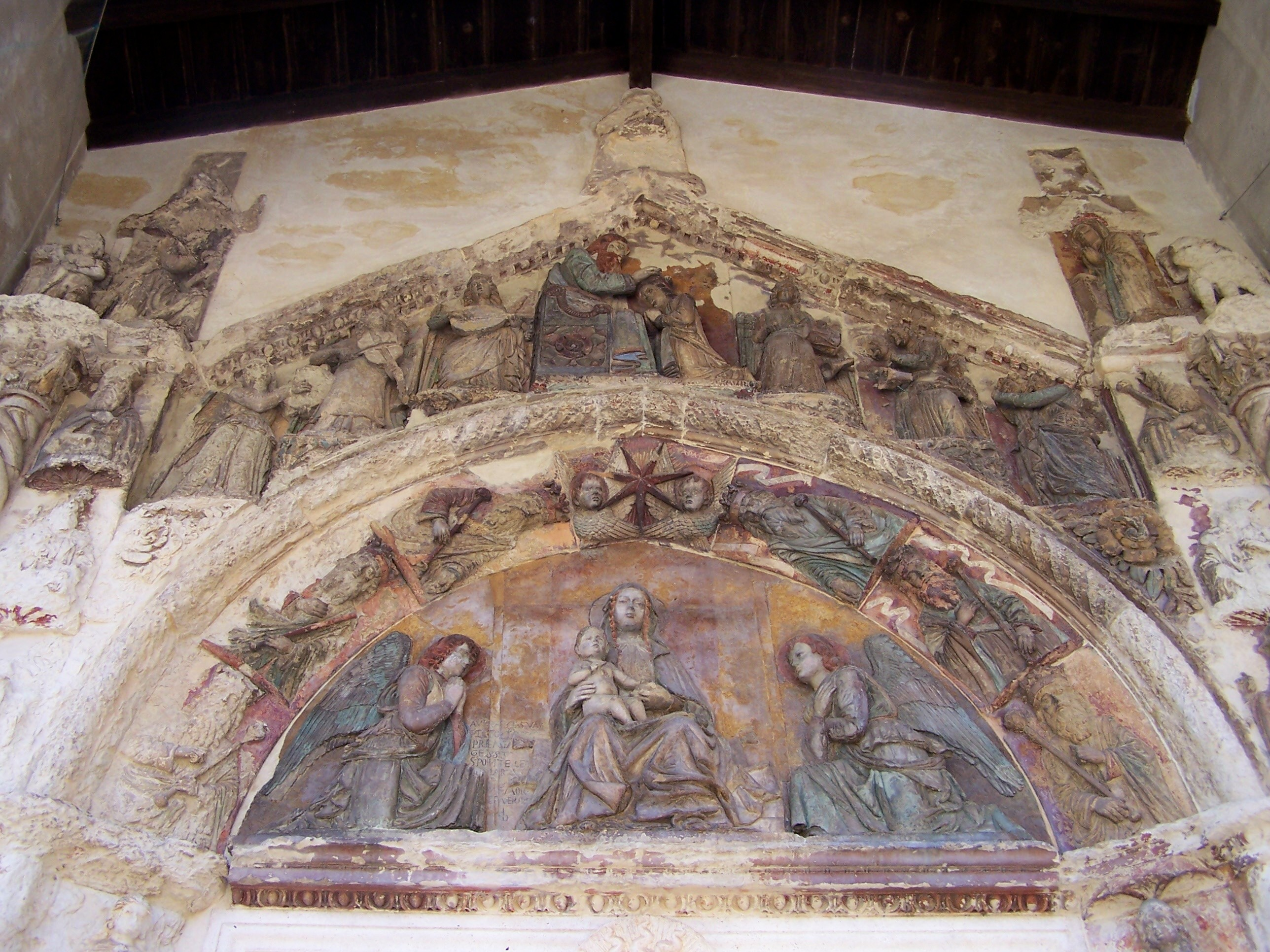
Chiesa di Santa Maria la Vetere (XI-XVII sec.). Particolare del portale.

Fu fondata in età normanna (fine sex. XI) sul sito di un cimitero cristiano di età più antica. Fu per secoli la parrocchia dei feudatari della città e dei militellesi legati per lingua o condizione socio-economica al gruppo etnico dominante, costituito inizialmente da Normanni e Lombardi venuti nell'isola a seguito della conquista, o immigrati nei decenni successivi e naturalizzati come sudditi del Regno di Sicilia accanto ai precedenti gruppi etnici di siculo-greci, arabi ed ebrei. Distrutta e ricostruita più volte nel corso dei secoli, venne dismessa nell'esercizio delle funzioni parrocchiali per i danni riportati a seguito del terremoto del 1693.

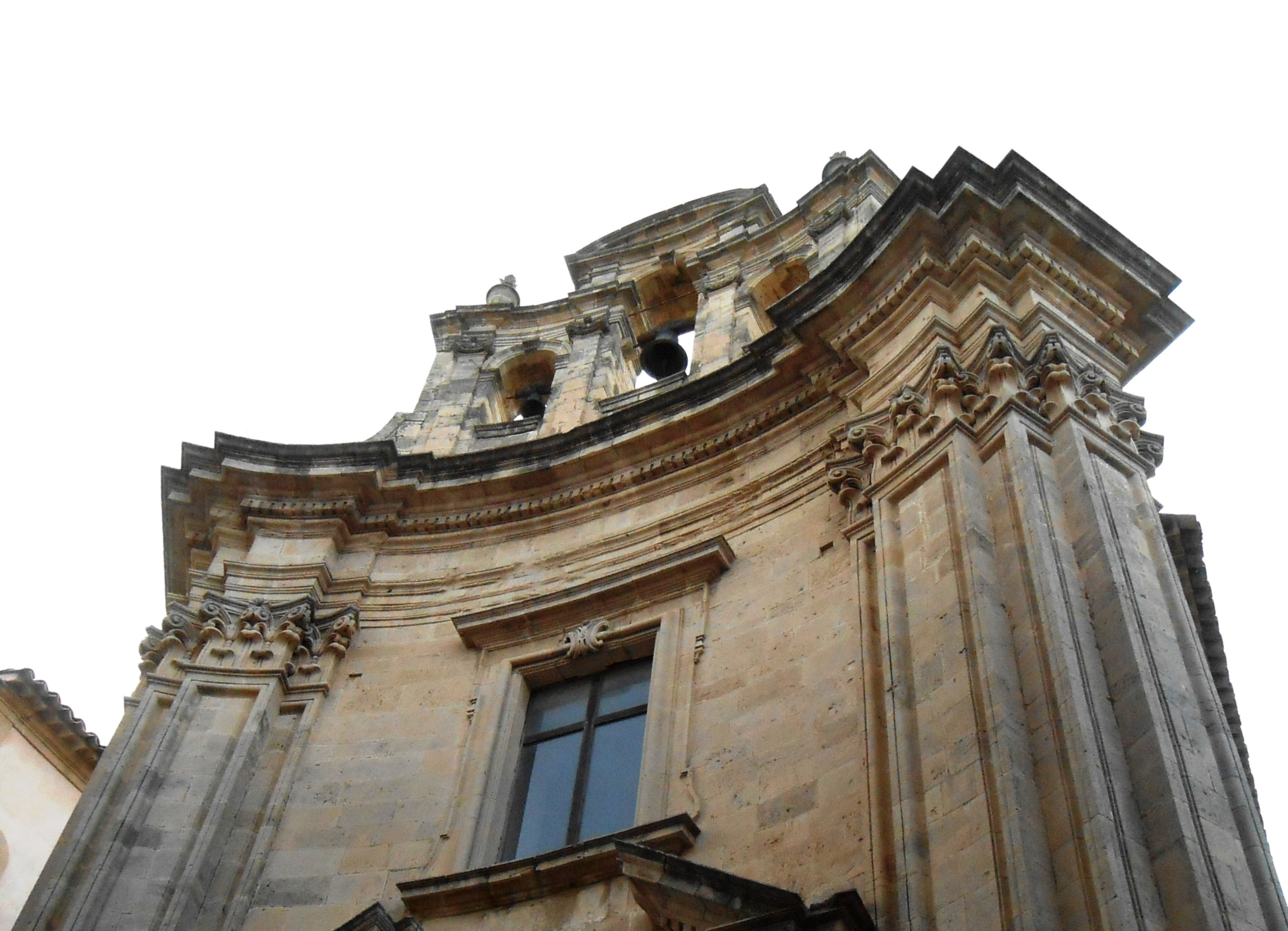
Chiesa del SS. Sacramento al Circolo (XVIII sec.).

- Chiesa del Santissimo Sacramento al Circolo. Chiesa votiva edificata nel secondo decennio del '700, su progetto dell'architetto militellese don Antonino Scirè Giarro, era destinata all'esposizione perpetua del Santissimo Sacramento. Presenta una singolare facciata barocca a intaglio dal profilo concavo di impronta borrominiana, sormontata da una loggia campanaria con profilo a ventaglio a tre luci. All'interno, decorato da eleganti stucchi di gusto tardo barocco, conserva la pregevole statua con relativo fercolo di Sant'Antonio abate in cattedra del 1575, opera dello scultore bivonese Antonio De Mauro, proveniente dalla chiesa di S. Antonio Abate. Di particolare interesse la predella della statua del santo con scene della sua vita raffigurate a rilievo. Una lapide tombale del 1724 (oggi esposta nel Tesoro di S. Maria della Stella) ricorda i coniugi Alfio Palermo e Fortunata dei baroni Lamia, benefattori della chiesa, qui sepolti. La chiesa presenta inoltre due interessanti affreschi, sui pilastri del cappellone del presbiterio, raffiguranti lo Stemma dei Borbone di Napoli e di Sicilia nelle due diverse elaborazioni, di Carlo III e di Ferdinando III di Sicilia.
- Chiesa di Sant'Antonio di Padova (o Sant'Antonino). Fu edificata nel 1503 per interessamento della confraternita omonima, nel luogo dove, secondo una tradizione locale, sostò sant'Antonio di Padova durante il suo viaggio da Lentini a Vizzini nel 1223 (secondo viaggio in Sicilia). La chiesa, rimaneggiata più volte nel corso dei secoli, presentava sei cappelle a intaglio di stile rinascimentale, una delle quali ancora visibile. Oltre alla devozione al santo titolare, in essa era coltivata la devozione alla Vergine di Monserrato della quale si conservava una statua realizzata da Matteo Frazzetto nel 1583 e poi rifatta nel '700 (oggi al museo San Nicolò). La presenza di una cappella chiamata del Santo Sepolcro, corredata da un gruppo scultoreo in creta raffigurante la Deposizione di Gesù (oggi scomparso), e di una croce di Malta sulla facciata fanno pensare ad un collegamento tra la confraternita di questa chiesa e qualche ordine gerosolomitano. Del tutto singolare è il cupolino del 1574 con lanterna cieca esagonale che sovrasta l'area presbiteriale (ex cappella del Santo Sepolcro): caratterizzato da una volta a vela su base ottagonale con pennacchi angolari a gradoni aggettanti, rimanda ad analoghe soluzioni dell'architettura medievale di Sicilia, filtrate alla luce del nuovo linguaggio del Rinascimento importato forse, in questo caso, da Giandomenico e Antonuzzo Gagini attivi a Militello in quegli anni.
- Chiesa del Santissimo Crocifisso al Calvario. La chiesa è menzionata per la prima volta in un decreto vescovile del 1503. Fu costruita a scopo devozionale in cima al colle Caruso, in posizione dominante rispetto all'abitato, a ricordo del Golgota. In seguito la confraternita del SS. Crocifisso al Calvario ne assumerà la cura e l'amministrazione. Nel secolo successivo fu ampliata e assunse la forma di una croce con l'aggiunta di tre absidi sormontate da un tiburio cieco ottagonale, come oggi si vede. Appartiene a questa fase edilizia la pregevole cappella a intaglio con reliquiario dell'altare maggiore. Danneggiata dal terremoto del 1693 (nel crollo morirono numerosi fedeli radunati in preghiera), a metà '700 fu riparata e arricchita di stucchi, nuovi altari, arredi sacri e di un pregevole Crocifisso oggetto di una particolare venerazione in Quaresima. Nel 1740 furono commissionati al pittore catanese Giovanni Meli le grandi tele collocate lungo le pareti della navata, raffiguranti: Cristo al Calvario (trafugata), Cristo deriso, Cristo flagellato e Cristo nell'orto. Nel 1762 l'architetto catanese Francesco Battaglia disegnò l'originale portico che chiude la facciata, sotto il quale il venerdì santo di ogni anno si svolge il celebre e suggestivo rito della crocifissione e deposizione di Gesù.

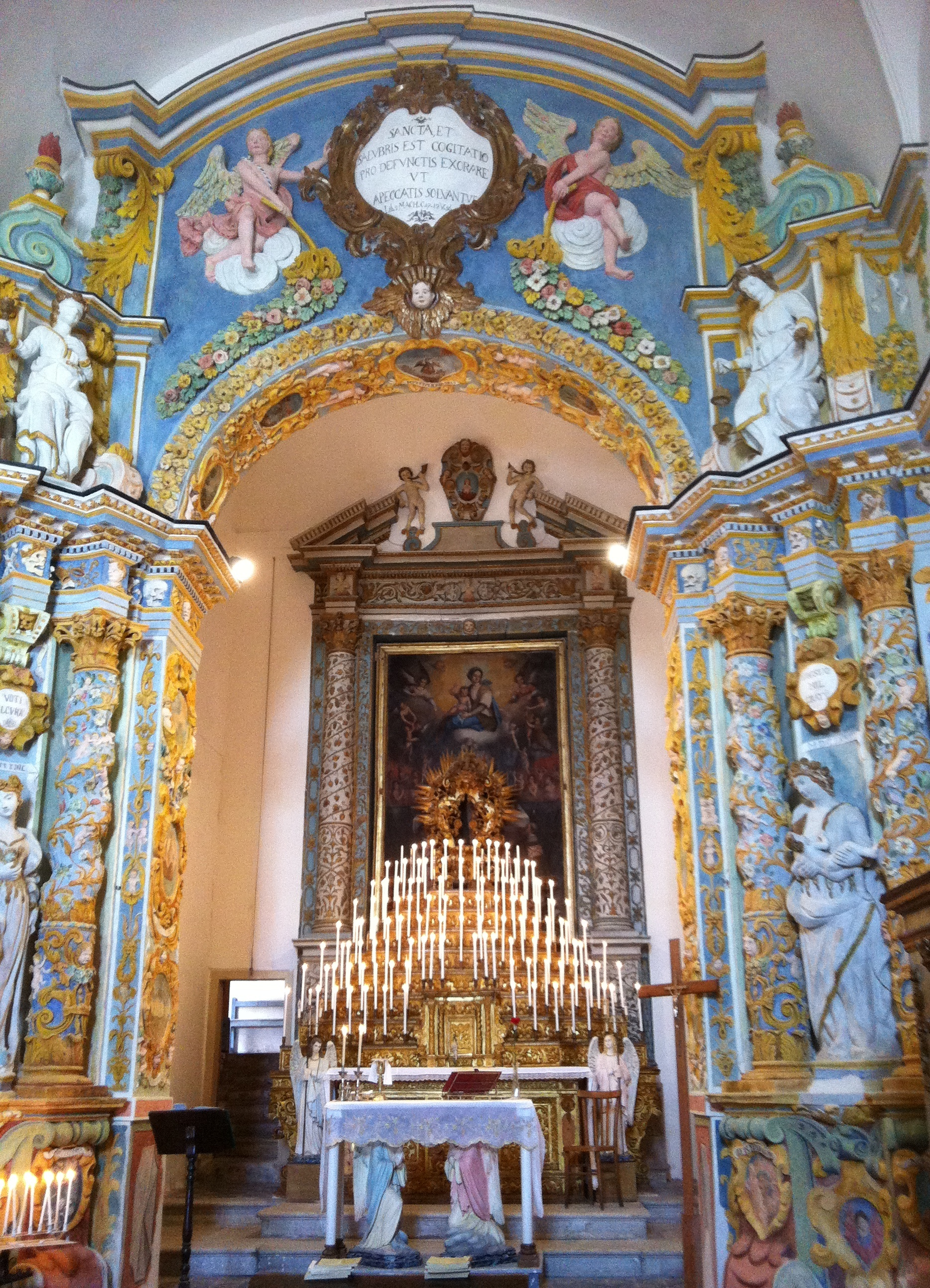
Chiesa del Purgatorio (XVII sec.).

- Chiesa confraternale della Madonna della Catena

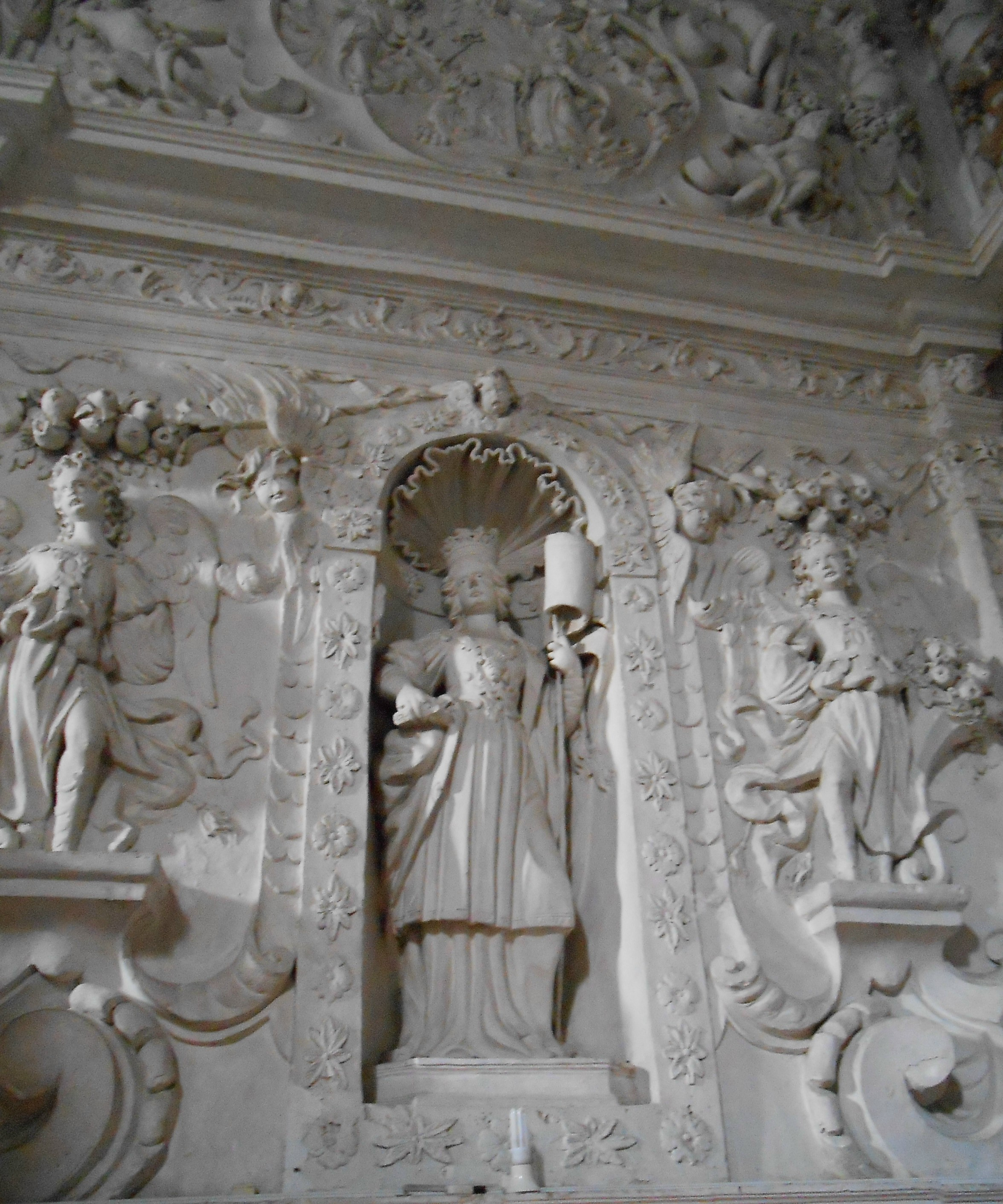
Chiesa della Madonna della Catena (XVII secolo).

Questa bellissima chiesa fu costruita agli inizi del '500 per iniziativa devozionale del sacerdote militellese don Nicola Di Salvo. Il decreto di erezione, a firma del vescovo di Siracusa mons. Dalmazio Gabriele, riporta la data del 18 aprile 1503. L'edificio fu costruito in prossimità del palazzo estivo dei Barresi nel cui prospetto era presente un'edicola votiva raffigurante la Madonna della Catena. L'interno è decorato da sfarzosi stucchi secenteschi e da un pregevole soffitto ligneo.
- Chiesa confraternale degli Angeli Custodi (o di San Michele Arcangelo). Conosciuta dai militellesi semplicemente come l'Angelo, fu edificata nel 1639 per iniziativa di alcuni sacerdoti della città, zelanti nelle opere di carità, nel sito dove già dal XIII secolo sorgeva una chiesa dedicata a San Michele Arcangelo. A quest'ultima era annesso il vecchio ospedale retto dalla Compagnia dei Bianchi (ospedale forse costruito in origine dai Cavalieri Templari). Trasferito l'ospedale in altro luogo e cessata la cura della chiesa da parte della Compagnia, nel 1657 divenne sede della nuova Congregazione di Maria Santissima degli Agonizzanti, ancora oggi attiva, che aveva lo scopo di offrire conforto ai moribondi e degna sepoltura agli indigenti. Restaurato a seguito del terremoto del 1693, l'edificio presenta pregevoli stucchi in stile rococò e uno splendido pavimento in ceramica calatina del 1768 (nel 2000 alcune maioliche del pavimento sono state rubate). La chiesa possiede anche due tele raffiguranti gli Arcangeli Michele e Raffaele e un organo positivo dei primi del '700, ora trasferiti in Santa Maria della Stella per ragioni di sicurezza.
- Chiesa confraternale di San Sebastiano. Menzionata per la prima volta nel 1504, fu sede dell'omonima confraternita collegata forse all'Ordine di Malta (come si evincerebbe da un'insegna presente in facciata). Nel 1572 divenne meta di devoti e pellegrini che acclamarono San Sebastiano martire compatrono di Militello, per aver liberato dal flagello della peste la città. Distrutta dal terremoto del 1693, fu rifatta nel 1702 inglobando nella facciata il portale della chiesa cinquecentesca. Presenta in tutto tre altari e all'altare maggiore conserva la statua di San Sebastiano con fercolo ligneo, incorniciata da una magnifica cappella di pietra ad intaglio in stile barocco del 1708. Altri arredi, paramenti e sacre suppellettili, compreso l'argenteo reliquiario di San Sebastiano, sono esposti presso il Tesoro di Santa Maria della Stella. Un rilievo in pietra ancora oggi visibile all'interno della chiesa rimanda alla leggenda dei Rosacroce.
- Chiesa del Purgatorio (XVII sec.).Chiesa confraternale delle Anime Sante del Purgatorio. Dedicata ai Santi Vito e Gregorio Magno, ma meglio conosciuta come il Purgatorio, fu costruita nel 1613 in sostituzione della vecchia chiesa di San Vito, sita altrove e ormai in rovina. L'elegante prospetto a intaglio del 1690 si deve al capomastro militellese Giacomo Barone. Danneggiata parzialmente dal terremoto del 1693, fu immediatamente riparata. Ad unica navata e con tre altari in tutto, è decorata all'interno da pregevoli e fastosi stucchi policromi con figure allegoriche e presenta un grandioso altare maggiore a gradoni in legno dorato a zecchino, sormontato da un tronetto per l'esposizione del Santissimo Sacramento. Completava l'altare una pregevole pala raffigurante la Messa di San Gregorio (1619) di Alfio Marotta, recentemente rubata. In uno dei due altari laterali è esposta la statua di San Vito Martire opera dello scultore Domenico Barone del 1680. La chiesa possiede inoltre una bella cantoria decorata a intaglio dove è collocato l'organo.
- Chiesa di Santa Maria dello Spasimo. In origine solo una cappella rupestre situata nella parte alta della città verso ponente, menzionata in un atto del 1517. In essa i vescovi di Siracusa in visita pastorale a Militello indossavano gli abiti pontificali, trovandosi essa lungo l'antico tracciato che collegava Militello a Mineo, Vizzini e Caltagirone. Venne sostituita da una nuova chiesa in muratura nel 1568, posta a breve distanza dall'antica. Questa non fu danneggiata dal sisma del 1693 e presenta oggi un bel portale a intaglio (realizzato probabilmente dalle maestranze operanti in città, a metà '700, al seguito di Francesco Battaglia), graziosi stucchi settecenteschi e i venerati simulacri della Addolorata e della Madonna dell'Aiuto.

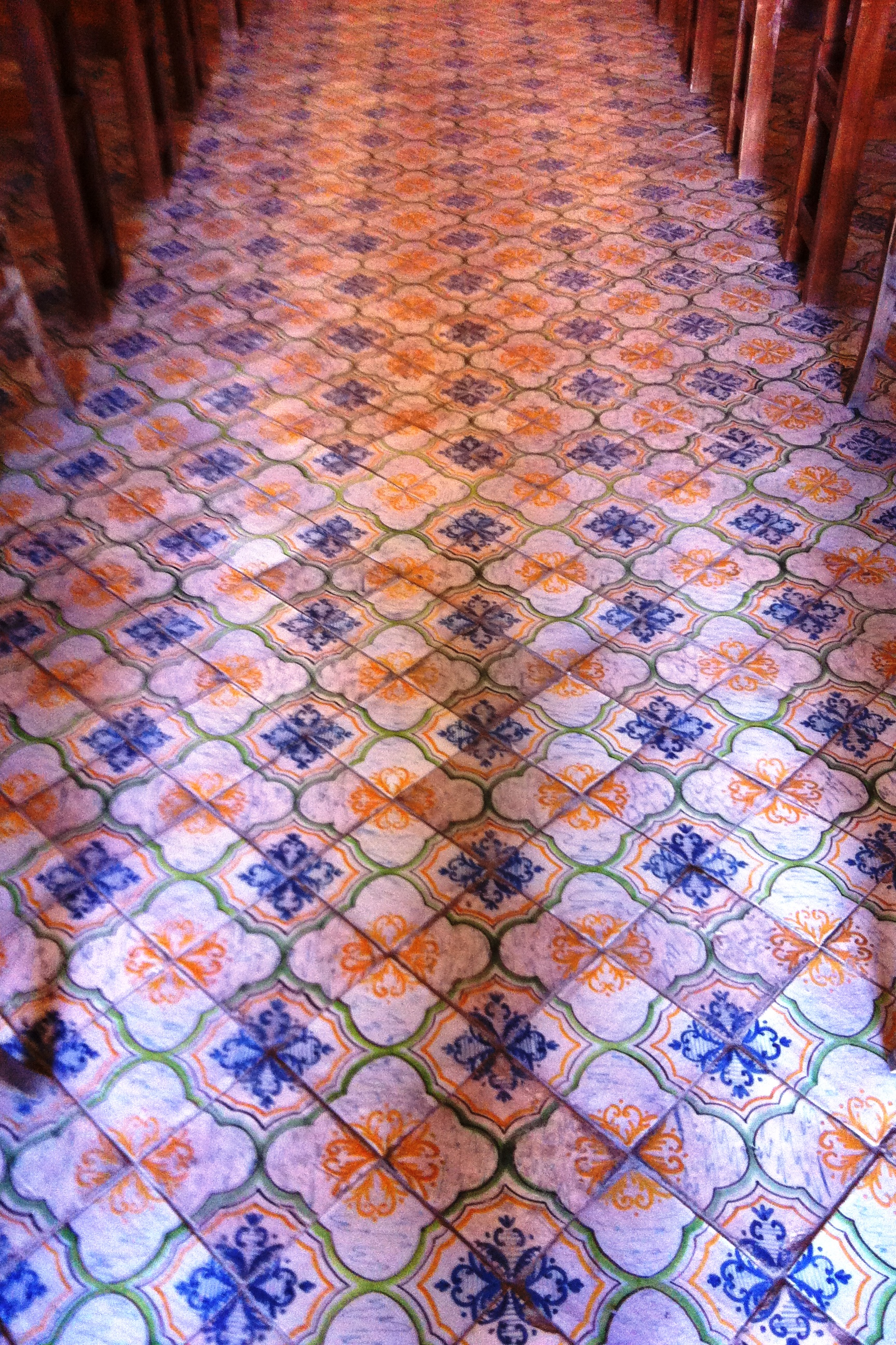
Chiesa di San Giovanni Battista. Pavimento in maiolica calatina (sec. XVIII).

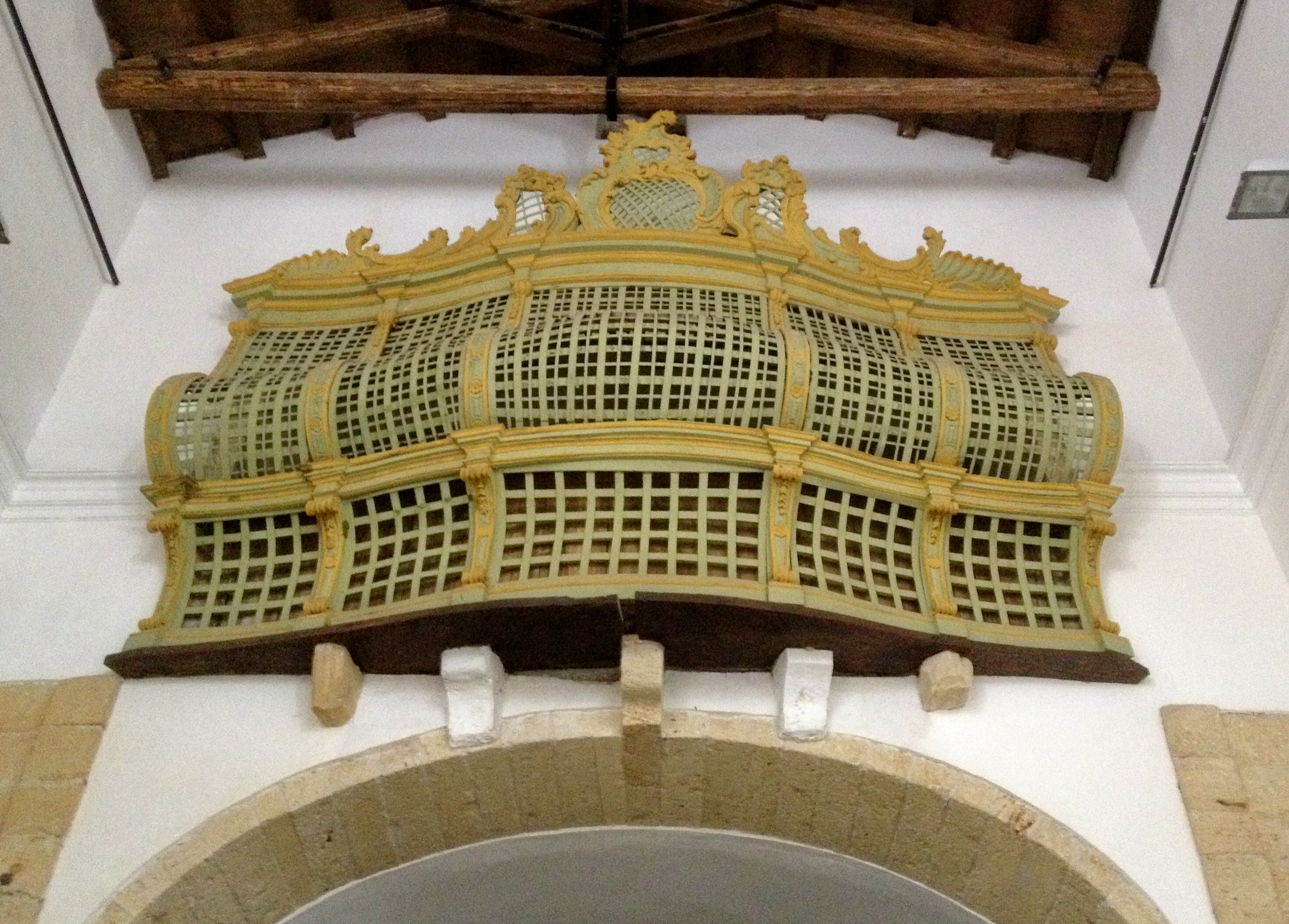
Chiesa di Sant'Agata (XVI-XVIII sec.). Coro delle monache.

- Chiesa di San Giovanni Battista. Pavimento in maiolica calatina (sec. XVIII).Chiesa ed ex monastero benedettino femminile di San Giovanni Battista (o la Badìa). Di fondazione medievale, il complesso monastico benedettino femminile di San Giovanni Battista fu dotato intorno al 1470 dalla contessa Eleonora Speciale, vedova del barone Blasco II Barresi di Militello, figlia del viceré di Sicilia Niccolò Speciale e di Beatrice Landolina che qui si ritirò negli ultimi anni della sua vita. Danneggiato dal terremoto del 1693 e restaurato successivamente, conserva ancora alcune delle strutture originarie, come un bel portale di stile rinascimentale. Come tutti gli altri monasteri di Sicilia subì gli effetti delle Leggi eversive del 1866 che trasferirono la proprietà dell'edificio allo Stato italiano. Successivamente il monastero fu venduto a privati che ne ricavarono abitazioni, mentre la chiesa fu riscattata e ceduta di proprietà alla Parrocchia di Santa Maria della Stella. L'unica navata è impreziosita da un bel pavimento settecentesco in maiolica calatina a disegno seriale e presenta in tutto tre altari, oltre al coro delle monache in cantoria. Nell'altare maggiore è conservata una settecentesca statua di San Giovanni Battista, un tempo protetta da una tela raffigurante il Battesimo di Gesù nel Giordano (ora in Santa Maria della Stella). Gli altri due altari esibivano invece due belle tele di Alessandro Comparetto raffiguranti rispettivamente la Natività di San Giovanni (1631) e la Decollazione di San Giovanni (1634). Per ragioni di sicurezza le tele, insieme ad altre sacre suppellettili (tra cui una pisside del '400 e un paliotto in fili d'oro), sono oggi custodite nel Tesoro di Santa Maria della Stella.
- Chiesa di Sant'Agata (XVI-XVIII sec.). Coro delle monache.Chiesa ed ex monastero benedettino femminile di Sant'Agata. La chiesa e il primo reclusorio furono costruiti agli inizi del '500, grazie alle offerte di devoti militellesi che desideravano erigere nella loro città una chiesa dedicata alla martire catanese. Una "contrada di Sant'Agata" è menzionata in un atto del notaio Matteo Mancarello di Militello del 1514. Questa iniziativa, alcuni decenni dopo, fu ripresa dai signori della città che dotarono il reclusorio adibendolo a collegio per "povere zitelle". Danneggiato in parte dal terremoto del 1693, il monastero fu riparato e ampliato nel 1695 dal principe Carlo Maria Carafa Branciforte, marchese di Militello, che vi insediò la clausura delle monache benedettine. La facciata della chiesa fu invece rifatta nel tardo settecento a intaglio in forme neoclassiche, rimanendo però incompleta. Nel 1869, espulse le monache a seguito della soppressione degli ordini religiosi da parte dello Stato italiano, il locali del monastero furono venduti a privati che ne ricavarono abitazioni (alcune strutture dell'antico monastero sono ancora visibili sul retro da un cortile di via Clausura), la chiesa invece fu riscattata e trasferita di proprietà alla matrice. L'interno ad aula, essenziale nelle decorazioni, custodisce la pregevole cappella seicentesca dell'altare maggiore in pietra policroma di stile manierista (simile alla cappella dell'altare maggiore della chiesa del Purgatorio e alla cappella della Natività di Santa Maria la Vetere), questa fa da cornice alla statua con fercolo della Madonna delle Grazie. Sono anche custodite al suo interno le seicentesche statue di Sant'Agata e di San Benedetto. Sono poi ancora presenti la bella grata in cantoria che chiudeva il coro delle monache e un settecentesco organo a canne della bottega dei Platania di Acireale.
- Chiesa ed ex convento agostiniano di San Leonardo Abate. Dedicata al santo eremita di Noblac, la chiesa fu costruita a metà del '500 come sede di confraternita. Successivamente i Branciforte vollero affiancarle un cenobio per trasferirvi i frati Agostiniani Riformati della Congregazione Siciliana Centorbina che fino ad allora erano ospitati in un piccolo convento fuori città (oggi detto il Conventazzu). I lavori furono completati nel 1630 e l'anno successivo i frati vi si trasferirono. Chiesa e convento non subirono i danni del terremoto del 1693. Tuttavia a seguito della soppressione degli enti ecclesiastici del 1866 la chiesa andò in disuso (anche per via dell'abbassamento del livello stradale che ne rese impraticabile l'accesso), mentre i locali del convento furono adibiti a scuole pubbliche fino agli anni '50 del XX secolo. L'intero complesso è oggi in rovina. Della chiesa si individuano appena gli stucchi seicenteschi e i resti dell'altare maggiore all'interno. All'esterno, il frontalino della porta d'ingresso presenta un fregio col monogramma di Cristo inscritto in un sole a dodici raggi e un'epigrafe con la dedica al santo titolare datata 1638. Vi si conservava una bella statua seicentesca raffigurante San Leonardo Abate, una raffinata Madonna di Trapani del '400 in alabastro e numerose altre opere d'arte (tele, marmi e sacre suppellettili) oggi esposte presso il Museo San Nicolò. Una statua in cartapesta raffigurante Santa Monica (madre di sant'Agostino) fu modificata a rappresentare la più popolare Santa Rita (religiosa agostiniana) e collocata nella chiesa madre di San Nicola.

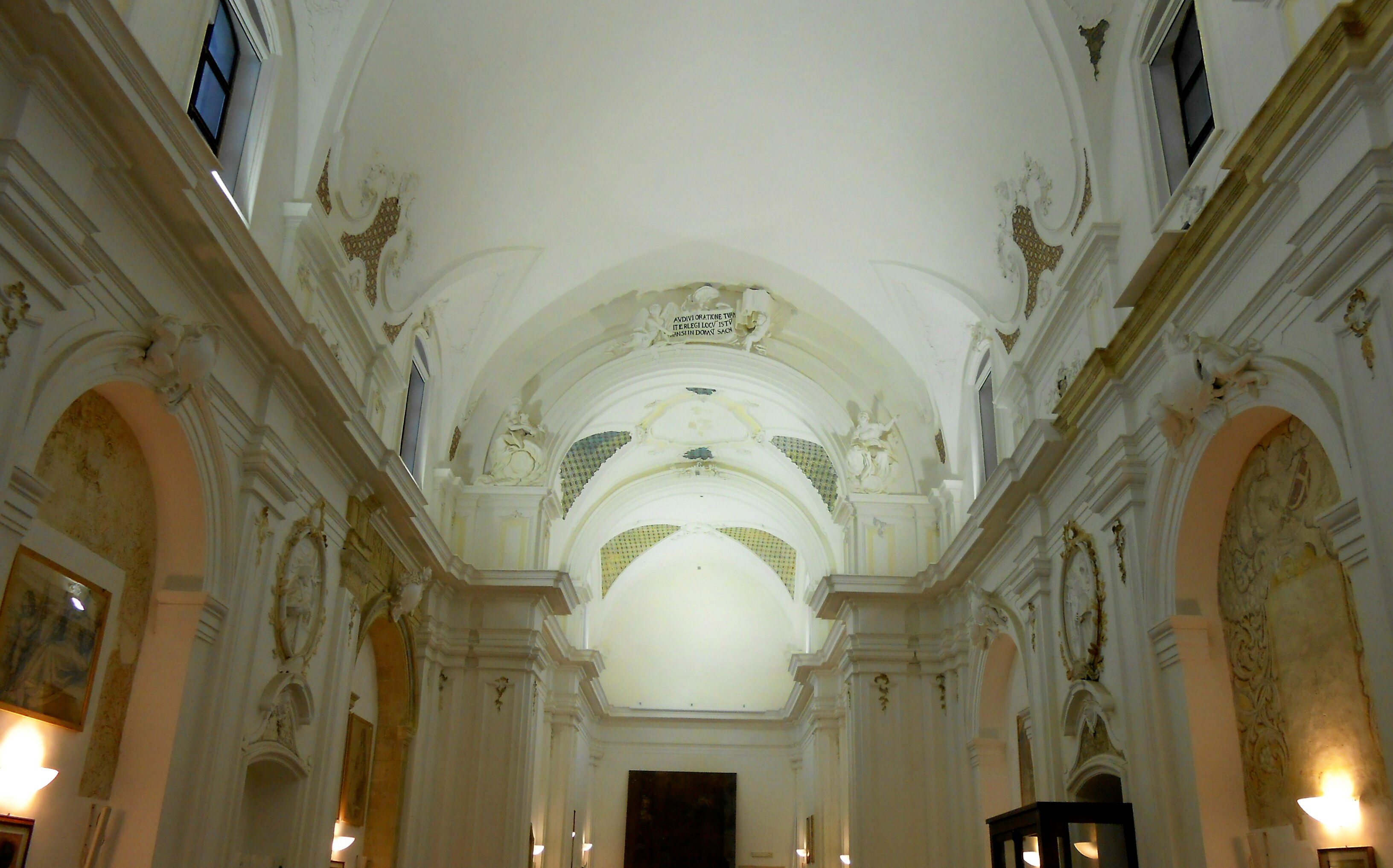
Chiesa di San Domenico (sec. XVII-XVIII), oggi Auditorium Comunale. Interno.

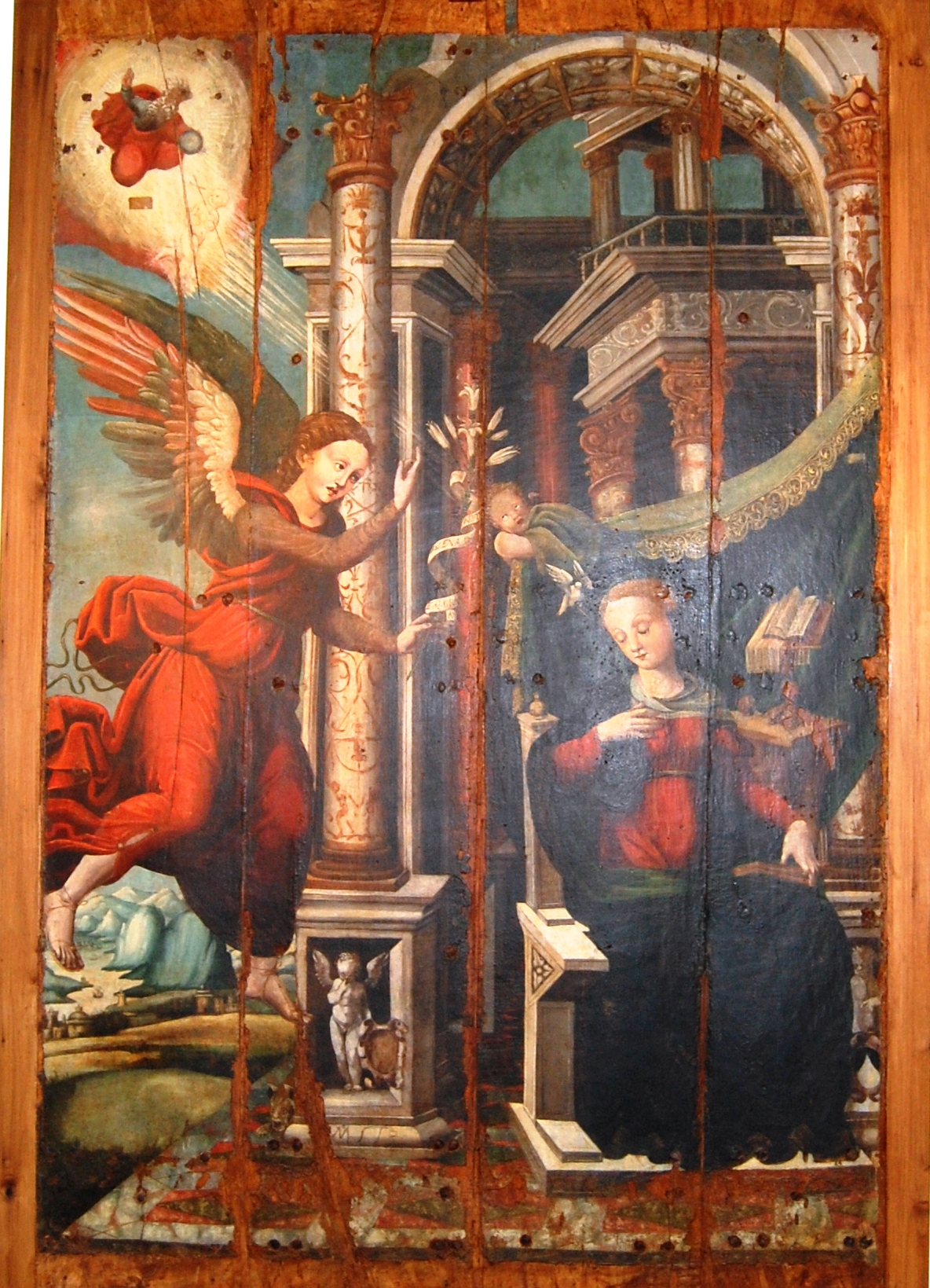
Annunciazione di Francesco Frazzetto (1552).

- Chiesa di San Domenico (sec. XVII-XVIII), oggi Auditorium Comunale. Interno.Chiesa ed ex convento di San Domenico dei Frati Predicatori. I frati domenicani giunsero a Militello nel 1536, per volere dei Barresi, e qui si insediarono presso la chiesa dell'Annunziata fuori città, rimanendovi fino agli inizi del '600. Successivamente il principe Francesco Branciforte, per agevolare il controllo sulla popolazione da parte della Santa Inquisizione, volle trasferire la sede dei domenicani in città, e fece edificare loro la nuova chiesa e il nuovo convento che furono inaugurati nel 1613. Danneggiati dal terremoto del 1693, furono entrambi presto rifatti. La chiesa che oggi si vede, una delle più grandi di Militello, è caratterizzata da un'ampia facciata classicheggiante, con timpano a guglie, e da un interno ad aula, decorato da stucchi, con profondo presbiterio. Custodiva al suo interno sei cappelle di pietra a intaglio, tra le quali spiccava quella della Madonna del Rosario con una tela di Mario Minniti del 1620 (oggi dispersa). Sebbene il convento e la chiesa subirono gli effetti della soppressione del 1866, quest'ultima rimase in funzione ancora fino a metà '900, quando ormai pericolante fu definitivamente spogliata di tutti gli arredi e abbandonata (alcune opere superstiti sono in Santa Maria della Stella e in San Benedetto). I locali del convento ospitarono invece un asilo infantile (Asilo Laganà Campisi), scuole e abitazioni private. Fortunatamente l'intero complesso nei primi anni 2000 è stato recuperato e valorizzato. La chiesa è adibita oggi ad Auditorium Comunale, l'ex convento ospita invece una sala conferenze, la Biblioteca Comunale "Angelo Majorana", il Museo Civico, l'Archivio Storico e la Pinacoteca Civica "Sebastiano Guzzone".
- Chiesa ed ex convento di San Francesco d'Assisi dei Frati Minori Conventuali (o dell'Immacolata). Secondo un'antica tradizione, suffragata da riscontri documentali, il convento fu fondato nel 1235 da frate Paolo da Venezia, discepolo di San Francesco d'Assisi, e rimase in funzione fino alla soppressione del 1866. Fu uno dei primi conventi francescani di Sicilia. Ricostruito più volte a seguito di eventi calamitosi e dell'usura del tempo, di esso oggi rimane la sola chiesa, in quanto l'intero edificio conventuale, ormai fatisciente e pericolante, è stato demolito nel 1964. Dell'antico convento, che si presentava essenziale nelle forme, si individuano solo il vano della cisterna, alcuni peducci di raccordo del portico colonnato del chiostro e un vano adibito oggi a sacrestia (area presbiteriale della chiesa pre-terremoto del 1693). La chiesa invece esibisce un semplice portale con finestra a intaglio nel prospetto e graziosi stucchi di gusto neoclassico all'interno. In passato era impreziosita da diverse tele d'autore (alcune di Filippo Paladini) raffiguranti in prevalenza santi francescani, oggi trasferite presso il Museo "San Nicolò" per ragioni di sicurezza e miglior fruizione. L'8 dicembre di ogni anno vi si celebra la festa dell'Immacolata Concezione di Maria, della quale si conserva una pregevole statua lignea policroma realizzata nel 1693 dallo scultore Camillo Confalone.

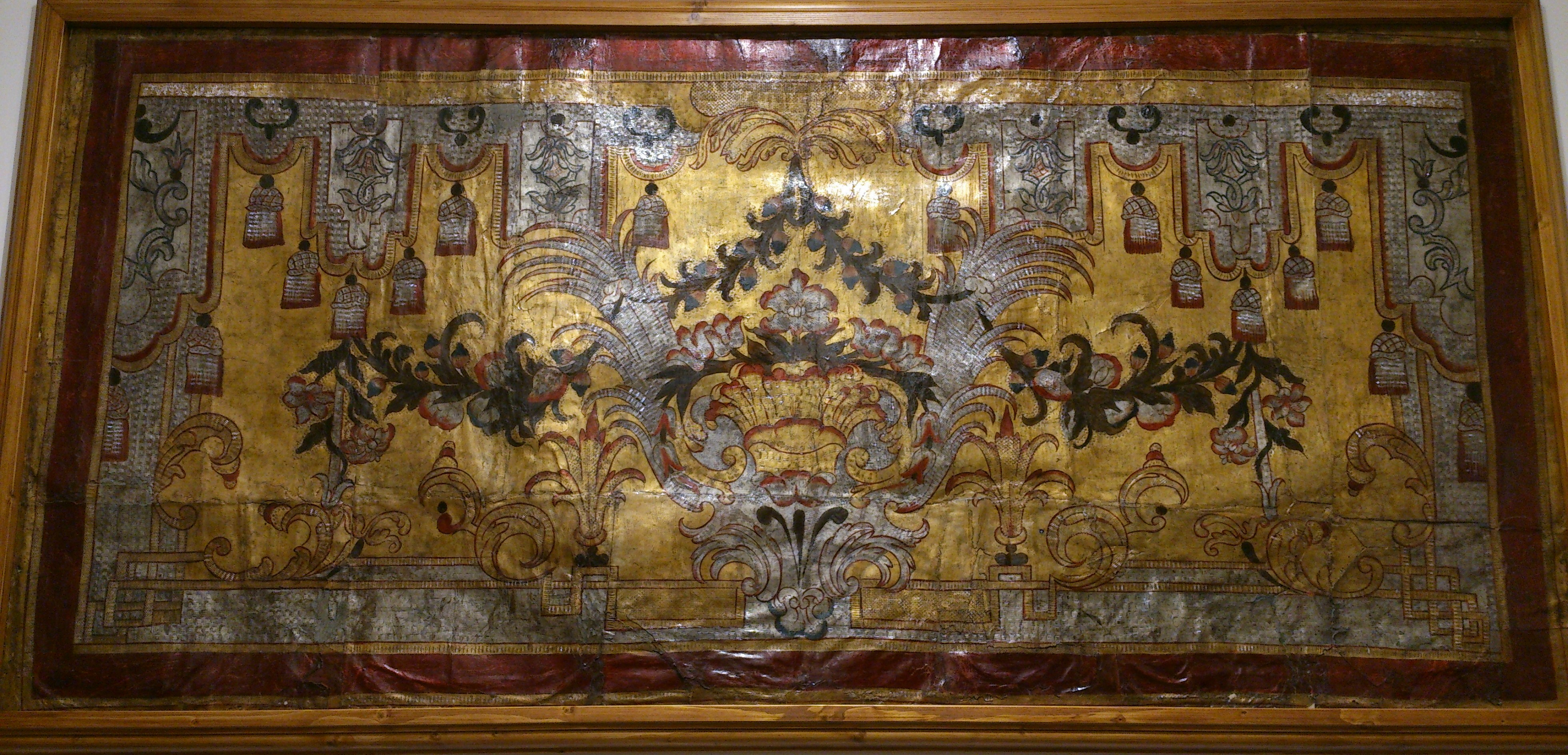
Chiesa dei Cappuccini. Paliotto in cuoio dorato e dipinto (sec. XVIII).

- Chiesa dei Cappuccini. Paliotto in cuoio dorato e dipinto (sec. XVIII).Chiesa e convento di Santa Maria degli Angeli dei Frati Cappuccini.

Il convento dei frati Cappuccini di Militello fu voluto nel 1575 da Caterina Barresi, pochi anni dopo la morte del fratello Vincenzo primo marchese di Militello. Accanto al convento esisteva già una piccola chiesa che tuttavia fu ricostruita nel 1582. L'edificio resistette alle scosse del 1693, le poche parti rovinate furono rifatte e completate nel 1709. La chiesa ad unica navata presenta diverse cappelle a intaglio e uno straordinario altare maggiore in legno che fa da cornice alla superba pala con Santa Maria degli Angeli e sei santi dipinta nel 1612 da Filippo Paladini. La pala nasconde inoltre un ricco reliquiario a intaglio del 1777 con oltre cinquecento reliquie di santi. In un altare della chiesa è esposto il corpo di San Feliciano Martire, qui traslato da Roma. Il convento in passato fu sede di noviziato e ospitò diversi capitoli provinciali dell'Ordine. In questa chiesa, vicino all'altare della Madonna, è sepolto il Servo di Dio padre Biagio da Caltanissetta (1634-1684), predicatore cappuccino, celebre in vita per numerosi miracoli. A seguito della soppressione del 1866 l'edificio passò al demanio ma fu riscattato. Fino ai primi anni '80 del XX secolo era ancora abitato dai frati. Oggi per mancanza di religiosi la chiesa, proprietà della Provincia Cappuccina di Siracusa, è affidata ai religiosi del convento cappuccino di Augusta (SR), che una volta al mese vi celebrano la Messa. Il convento invece è affidato in comodato d'uso ad un ente assistenziale privato. Notevole importanza riveste anche la biblioteca del convento oltre ad altre opere d'arte come otto originali paliotti in cuoio dipinto e dorato custoditi oggi presso il Museo dei Cappuccini di Caltagirone.
- Annunciazione  di Francesco Frazzetto (1552).Chiesa ed ex convento di San Francesco di Paola all'Annunziata dei Frati Minimi. Inizialmente intitolata a Maria SS. Annunziata, questa chiesa fu voluta dal barone di Militello Antonio Piero Barresi intorno al 1480. Pochi decenni dopo, tra il 1503 e il 1515, fu notevolmente ingrandita e le fu affiancato un cenobio dove si insediarono i frati Domenicani. Nel 1613 i Domenicani si trasferirono presso il nuovo convento fatto costruire per loro al centro della città, e al loro posto si insediarono i Frati Minimi di San Francesco di Paola. Questi ultimi vollero intitolare la chiesa al loro fondatore e riedificare il cenobio rimanendovi fino al 1866, anno in cui il complesso fu sequestrato dallo Stato italiano e passato di proprietà al Comune di Militello, che a sua volta lo cedette alla Congregazione della Carità per adibirlo a nosocomio. La chiesa di inizio '500, ad unica navata, presentava all'esterno un portico sostenuto da colonne sotto il quale erano raffigurate in affresco la Gloria del Paradiso e le Pene del Purgatorio; all'interno possedeva invece tre cappelle in pietra bianca riccamente scolpite. Danneggiata dal terremoto del 1693, fu riparata e decorata di semplici e graziosi intagli nella facciata e di pregevoli stucchi tardo-barocchi all'interno, ancor oggi visibili. Solo gli stucchi dell'altare maggiore, che fanno da cornice alla statua di San Francesco di Paola, sono precedenti al terremoto. Numerose opere d'arte, preziosi paramenti e sacre suppellettili si conservavano in questa chiesa, anche per via del patronato esercitatovi dai signori della città, in particolare: una bellissima tavola del 1552 del militellese Francesco Frazzetto raffigurante l'Annunciazione; una tela con Sant'Isidoro Agricola del 1630 dell'artista militellese Giovan Battista Baldanza jr.; un tronetto in legno dorato donato nel 1718 dal principe di Butera e marchese di Militello Nicolò Placido III Branciforte. Molte di queste opere d'arte sono oggi esposte presso il Museo "San Nicolò". La chiesa, rimasta in funzione fino ai primi anni 2000, versa oggi in stato di abbandono e necessita di urgente restauro.

### Chiese extraurbane
- Chiesa di Santa Maria delle Grazie fuori le mura. Fu costruita nel 1504 per volere della nobile Costanza Barresi e Speciale, figlia di Blasco II Barresi barone di Militello. Edificata fuori dall'abitato, era situata sulla vecchia strada che collegava Militello a Scordia e Lentini. Risparmiata dal terremoto del 1693, conserva ancora l'originale sacrestia con volta a tutto sesto in pietra levigata. Nel 1866 subì un radicale rifacimento e fu riaperta al culto il primo settembre dello stesso anno con una solenne cerimonia presieduta dall'arciprete parroco don Francesco Caltabiano. Fino a qualche anno fa era ancora leggibile l'immagine della Madonna delle Grazie dipinta all'interno di un'edicola sul fianco Est. Il 2 luglio di ogni anno è meta di un devoto e partecipato pellegrinaggio cittadino.

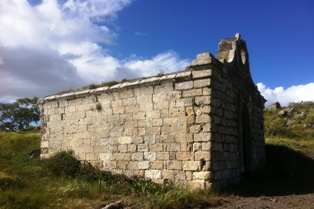
Chiesa di S. Croce (XV sec.)

- Chiesa di S. Croce (XV sec.)Chiesa della Santa Croce. Fu edificata a metà del '400 in cima ad un alto colle (680 m) sulla vecchia strada che collegava Militello a Mineo. Se ne raccontano le origini leggendarie, ma più verosimilmente fu fatta edificare dai Barresi, signori della città, con lo scopo di marcare i confini del loro territorio, oltre che per assicurare i sacramenti ai contadini residenti in quelle contrade. Parzialmente crollata nell'Ottocento, e rifatta agli inizi del Novecento, la piccola chiesa conserva ancora oggi alcune strutture originarie: l'arcata presbiteriale a sesto ribassato su cui s'imposta una volta a crociera costolonata sorretta da mensole di gusto tardogotico; sull'altare un affresco, più volte rimaneggiato e ormai molto danneggiato, raffigurante il Trionfo della Santa Croce. Il primo maggio di ogni anno vi si celebra la Santa Messa con concorso di popolo. La festa, menzionata già dalla fine del Cinquecento, un tempo si celebrava il tre maggio.
- Chiesa del Santissimo Crocifisso al Franco. Situata a ridosso del greto del torrente Iatrini, lungo la provinciale per Catania, se ne ha notizia a partire dal XVIII secolo. Al suo interno, in corrispondenza dell'altare (rimosso), presenta un'immagine dipinta molto rovinata raffigurante il Crocifisso tra gli apostoli Pietro e Paolo. Oggi versa in stato di abbandono.

### Chiese in rovina o scomparse
- Chiesa di San Nicolò il Vecchio

- Chiesa dello Spirito Santo

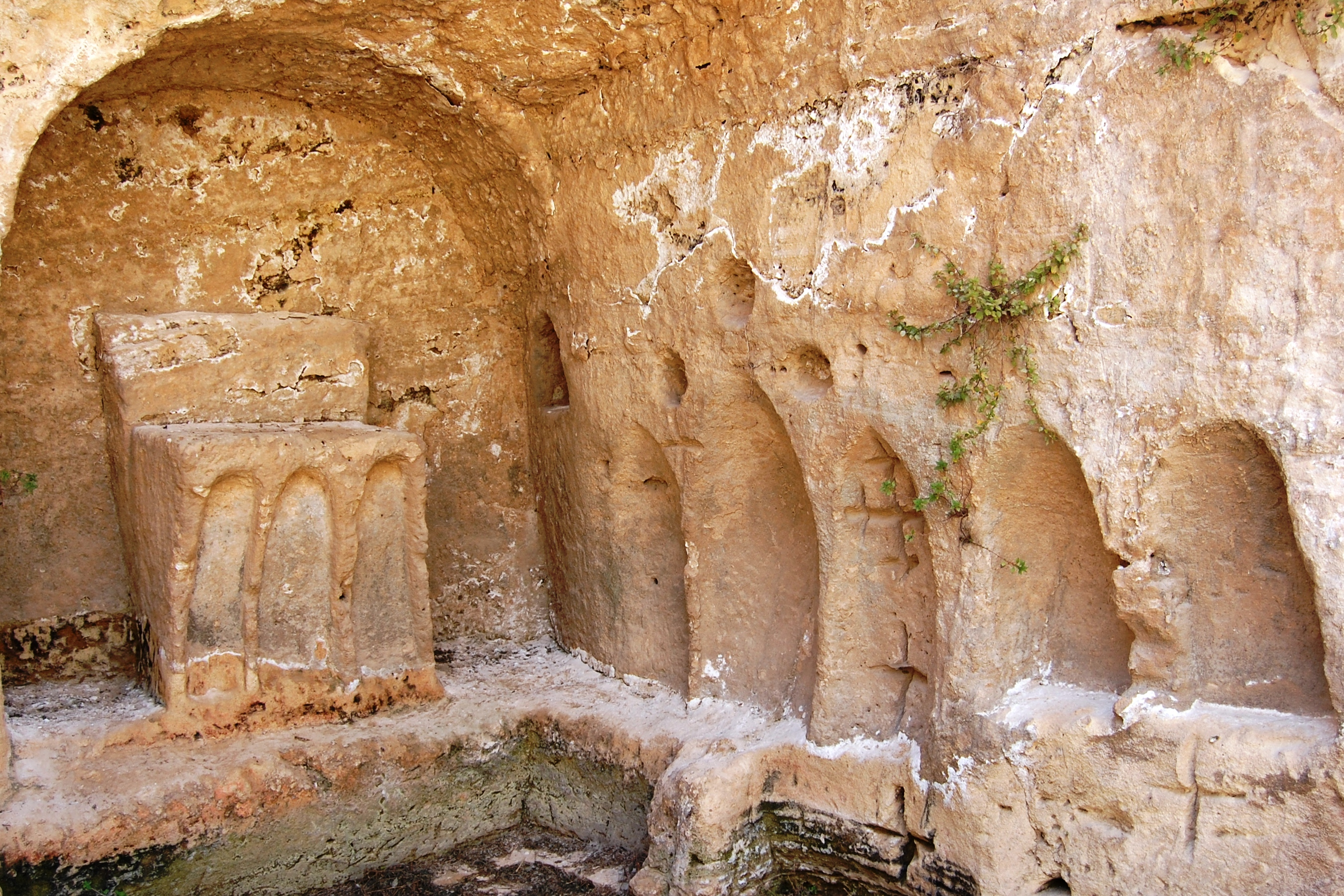
Chiesa rupestre dello Spirito Santo.

Si tratta di una cappella rupestre scavata in un fianco della cava di S. Maria la Vetere, ormai definitivamente compromessa nel suo originario assetto ipogeo da ampi crolli. L'assenza di notizie storiche ha incoraggiato gli studiosi a elaborare le ipotesi più diverse circa le sue originarie funzioni cultuali (catacomba paleocristiana; chiesa bizantina; cappella teutonica), ma verosimilmente fu realizzata in età normanna (XII sec.) come oratorio di pertinenza dell'attiguo complesso rupestre di S. Maria la Vetere. Le pareti interne sono caratterizzate da una serie ininterrotta di nicchie scavate nella roccia, che originariamente servivano da spalliere per seggi (una sorta di stallo rupestre). Alcune di queste nicchie presentano incisioni con croci e simboli riconducibili ai Templari. Nella parete Sud, si trova un altare ricavato interamente nella roccia, sotto cui si aprono delle tombe a fossa, che dimostrano anche un uso funerario della chiesa. L'abate Vito Maria Amico, nella metà del '700, vedeva ancora delle pitture di cui oggi non rimane alcuna traccia. Negli ultimi secoli è stata ininterrottamente utilizzata come cripta cimiteriale e ossario. Oggi è inserita nel contesto del Parco Archeologico di S. Maria la Vetere.
- Chiesa e monastero benedettino del Pirato. Fu il primo monastero di Militello. Secondo quanto narra Rocco Pirro (1577 - 1651), fu costruito nel 1154 per volere di Manfredi Del Vasto conte di Butera, figlio di Simone del Vasto conte dei Lombardi di Sicilia (nipote di Adelaide del Vasto moglie del gran conte di Sicilia Ruggero I). Il cenobio sorse non lontano dal vecchio abitato e fu affidato ai monaci benedettini. Anche la fondazione del monastero di Militello rientrava nella politica di latinizzazione della Sicilia favorito dall'immigrazione di genti lombarde e dall'introduzione di ordini religiosi legati alla Chiesa di Roma e alla lingua latina. Il luogo dove sorse il cenobio prese il nome di "Cava dei Monaci". Non si conosce il periodo in cui chiesa e monastero furono abbandonati.
- Chiesa dei Santi Pietro e Paolo. Secondo alcune fonti fu edificata nel XIV secolo in un luogo al tempo fuori dalle mura della città. Fu sede dell'arciconfraternita del clero e periodicamente vi si tenevano le conferenze del caso morale. Nella prima metà del '600 vi fu provvisoriamente trasferita l'amministrazione dei sacramenti della parrocchia di Santa Maria della Stella, distrutta da un incendio nel 1618 e in ricostruzione. Questa circostanza ha erroneamente indotto alcuni scrittori locali ad attribuirle un titolo parrocchiale mai posseduto. Di modeste dimensioni e caratterizzata da intagli in facciata e all'interno, ormai pericolante, fu demolita negli anni '60 del XX secolo. Di questa chiesa rimane oggi soltanto un'edicola realizzata recuperando i conci del seicentesco portale d'ingresso e dell'altare maggiore. Della chiesa sopravvivono alcune significative opere d'arte: una statua di San Paolo in legno e tela di Giovan Battista Baldanza jr. (1644) e lo straordinario polittico quattrocentesco su tavola raffigurante San Pietro in cattedra, riconducibile - secondo la critica - alla produzione artistica di Antonello da Messina. Entrambe le opere sono esposte oggi in una sala del Tesoro di Santa Maria della Stella.

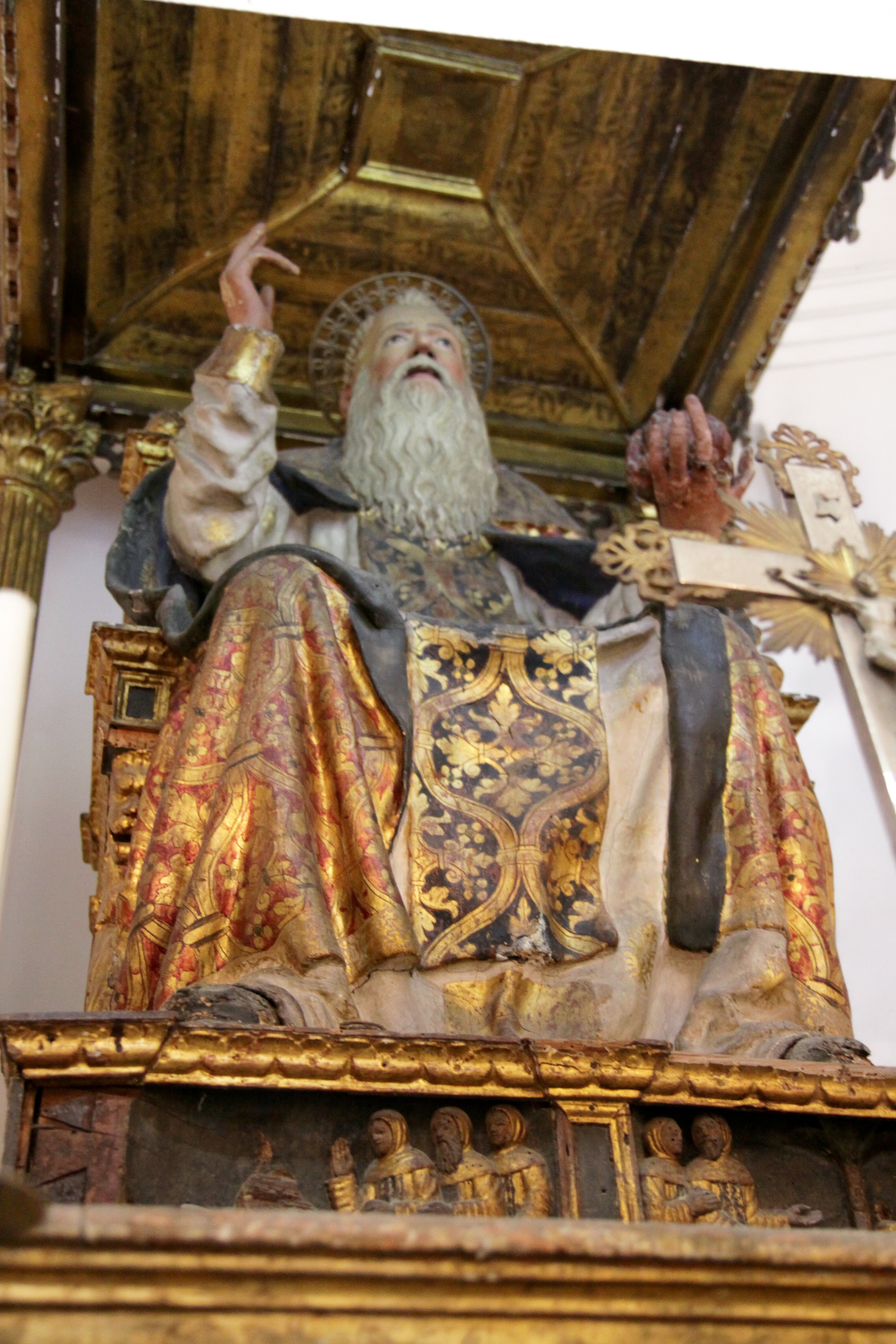
S. Antonio Abate di Antonio De Mauro (1575).

- S. Antonio Abate di Antonio De Mauro (1575).Chiesa di Sant'Antonio Abate, Ospedale e Convento dei Fatebenefratelli. Di questa chiesa si ha notizia già dalla metà del '400. Nel 1473 vi fu seppellita la baronessa di Militello donna Aldonza Santapau, fatta uccidere per gelosia dal marito Antonio Piero Barresi barone di Militello. Nel secolo successivo vi fu istituita la confraternita omonima che ivi aveva la propria fossa di sepoltura. Nel 1628, per volere della marchesa di Militello Giovanna d'Austria, le furono annessi l'ospedale e il convento dei Fatebenefratelli che furono attivi fino al 1866, anno in cui l'intero complesso fu sequestrato dallo Stato italiano e spopolato dei religiosi che lo abitavano. La chiesa, gravemente danneggiata dal terremoto del 1693 che determinò il crollo del campanile e della facciata, ricostruita nei decenni successivi, continuò a funzionare fino al 1929, anno in cui fu definitivamente demolita per fare posto alla nuova canonica della parrocchia di Santa Maria della Stella. Dell'antico ospedale rimasero solo alcuni ambienti adibiti poi ad abitazioni private. La chiesa, ad unica navata, presentava un ricco prospetto all'esterno e cinque pregevoli altari all'interno. Tutti gli arredi e le immagini sacre sfuggite all'incameramento dello Stato Italiano furono trasferiti in Santa Maria della Stella, tra questi: il bellissimo Sant'Antonio abate in cattedra del 1575 di Antonio De Mauro da Bivona (oggi esposto nella chiesa del Santissimo Sacramento al Circolo), con ricco trono a bassorilievi e fercolo; il seicentesco Cristo alla Colonna, un reliquiario argenteo del '700 raffigurante il santo Monaco, una notevole Madonna col Bambino (o del Carmelo) in pietra policroma di scuola gaginesca oggi esposti tutti in Santa Maria della Stella.
- Chiesa di Santa Maria dell'Itria. Fu costruita su iniziativa della confraternita omonima nel 1538, a Est dell'abitato, non lontano dal convento di San Francesco d'Assisi, nei pressi di una grotta dove, secondo la tradizione, si rifugiò San Neofito primo vescovo di Lentini al tempo della persecuzione di Decio. Vi si celebrava la festa annuale il martedì dopo Pasqua. Fu distrutta dal terremoto del 1693 e i suoi materiali utilizzati per la costruzione della nuova matrice.
- Chiesa di Santa Margherita v. m. La chiesa viene citata nel testamento della contessa Eleonora Speciale e Landolina, baronessa di Militello, redatto nel 1500. Successivamente fu utilizzata come cappella privata dai baroni Majorana della Nicchiara ma già alla fine del XIX secolo era in rovina. I pochi resti furono rasi al suolo negli anni '20 per lasciare posto ad una piazzetta, dove una colonna, rimossa pochi anni fa, indicava il luogo dell'altare. Da questa chiesa proviene un bassorilievo in pietra raffigurante Sant'Agata in cattedra oggi in Santa Maria della Stella.
- Chiesa di San Filippo d'Agira. Dedicata al santo sacerdote e taumaturgo morto ad Agira a metà del V secolo, era situata nei pressi dell'attuale Pozzo Comunale (in contrada San Filippo) all'entrata Nord del paese. Sebbene sopravvissuta al terremoto del 1693, andò progressivamente in disuso, ragion per cui nel 1724 il parroco della matrice cui questa chiesa era filiale ne autorizzò la demolizione per riutilizzarne altrove i materiali.
- Chiesa della Madonna della Misericordia. Questa piccola chiesa fu costruita nel XVI secolo, nei pressi dell'attuale viale Regina Margherita, in suffragio delle vittime di un'epidemia di peste sepolte in una fossa comune in quella contrada. Dai registri di Status Animarum della chiesa di San Nicola si evince fosse ancora in funzione nel primo decennio del '700. Alla stessa chiesa di San Nicola, nel 1750, furono trasferiti i suoi averi e pertinenze. Probabilmente fu demolita nello stesso periodo per ricavarne materiali per la costruzione della nuova matrice.
- Chiesa di Santa Caterina d'Alessandria v. m. Risulta tra le chiese della città visitate dal vescovo di Siracusa a metà '500. Sembra fosse ubicata nei pressi del castello. A seguito del terremoto del 1693 non ne rimase traccia alcuna.
- Chiesa di San Barnaba apostolo. Ricavata in epoca sconosciuta all'interno di una grotta nei pressi della chiesa di Santa Maria la Vetere, fu meta di pellegrinaggi per la presenza di una sorgente d'acqua ritenuta miracolosa. Quasi del tutto franata nei secoli successivi, di essa oggi si conserva solo il lacerto di un affresco cinquecentesco raffigurante il canuto "santo di Cipro" benedicente, erroneamente ed ostinatamente scambiato da scrittori locali di metà '900 per un Cristo Pantocratore di età bizantina.
- Chiesa di Santa Sofia vergine e martire. Di piccole dimensioni (in alcuni documenti è chiamata semplicemente edicula), sorgeva dirimpetto all'attuale chiesa del Purgatorio. La chiesa era dedicata alla vergine costantinopolitana Sofia, martirizzata sul finire del II secolo. Il culto di questa santa era ed è molto diffuso nel Val di Noto, lo si trova infatti a Sortino, Ferla, Chiaramonte, Modica, Caltagirone, Mazzarino, Catania. Risulta negli atti delle visite pastorali di metà '500 come sede di una confraternita maschile e di una femminile. Probabilmente la chiesa fu distrutta dal terremoto del 1693, come si evince da un atto del 1719. Nel 1747 se ne tentò la sua riedificazione, come risulta da un contratto a firma dell'abate di San Benedetto di Militello dom Crispino Reforgiato, ma l'iniziativa non ebbe seguito e oggi della chiesa non rimane traccia alcuna. Alcuni scrittori locali del XX secolo ne hanno erroneamente confuso il titolo con quello della più nota S. Sofia (Cristo Sapienza di Dio) di Costantinopoli, attribuendole anche un antico titolo parrocchiale mai posseduto.
- Chiesa di Santa Barbara vergine e martire. Si tratta di un'ampia chiesa rupestre situata dirimpetto ai quartieri più antichi della città (San Vito, Santa Maria la Vetere), in posizione dominante rispetto ad un abitato rupestre alto-medievale distribuito su più livelli, che dal titolo della chiesa prende il nome. In origine probabilmente soltanto una tomba, la grotta fu ampliata e utilizzata diversamente nel corso dei secoli. All'interno della chiesa sono rari e ormai compromessi gli elementi riconducibili all'uso cultuale, come alcune nicchie e un altare scavato sulla parete Sud.

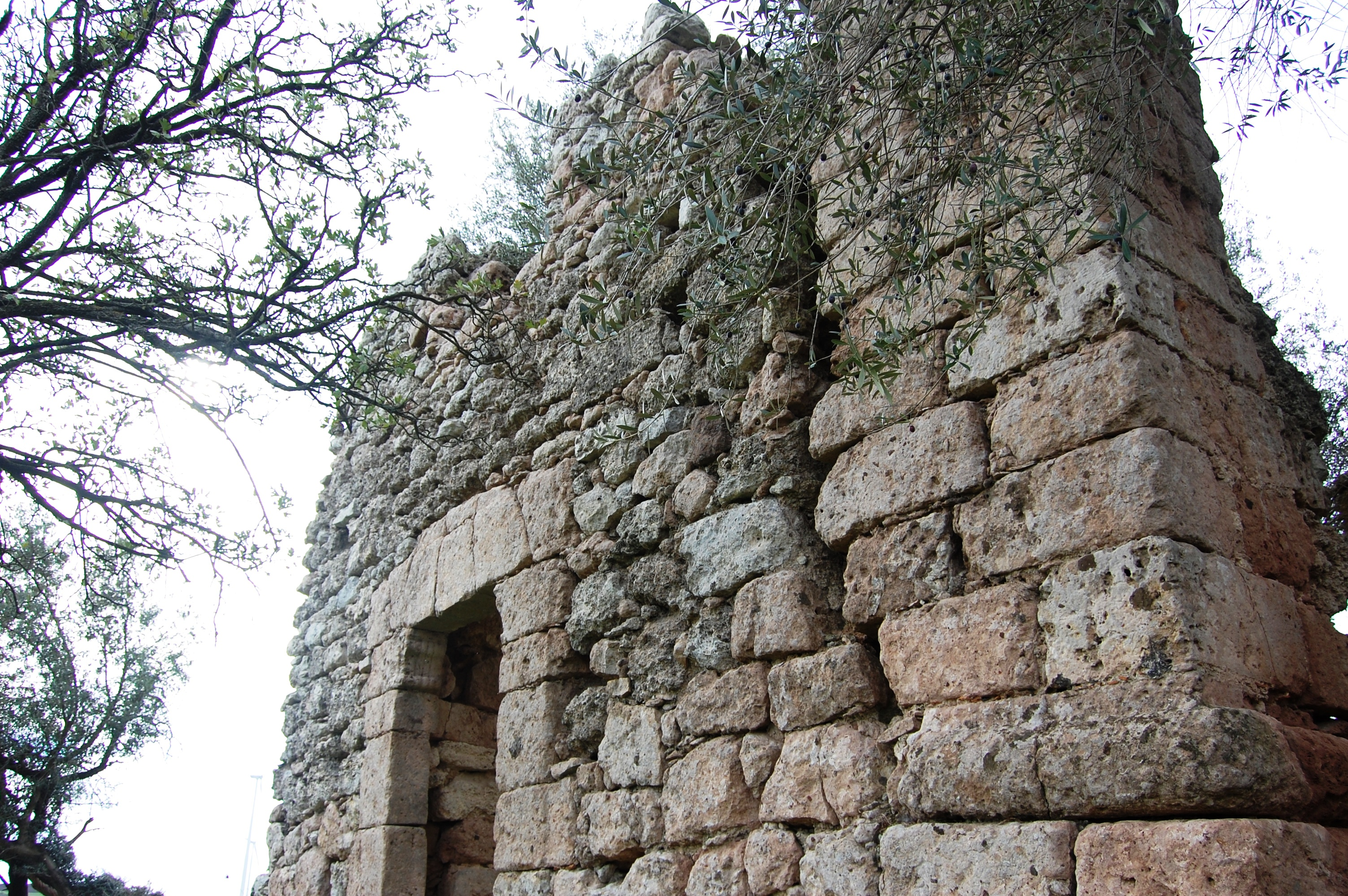
Ruderi della chiesa del Conventazzu (XVI sec.).

- Chiesa di San Vito. Ruderi della chiesa del Conventazzu (XVI sec.).Sede della confraternita omonima fino ai primi del '600, era situata a Sud del vecchio abitato. Di essa rimane oggi solo un'edicola a ricordo della sua ubicazione.
- Chiesa di Santa Maria della Scala. Questa piccola chiesa era ricavata all'interno di una grotta naturale sul fianco di una rupe a Sud del paese; fino alla fine dell'800 vi si celebrava la festa della Presentazione di Maria al Tempio, il 21 novembre di ogni anno. Di essa rimangono l'altare e la volta del soffitto in conci.
- Chiesa del Conventazzu. Situata fuori dell'abitato, era dedicata a San Michele. Era annessa al romitorio che ospitò i frati Agostiniani fino al loro trasferimento in città (sec. XVII). Le rovine che attualmente si vedono sono del Cinquecento. Il complesso monastico era impostato sui resti di una fortificazione greca, ancora visibile.
- Chiesa di Santa Maria Annunziata di Fuori. È ubicata in contrada Annunziata a 3 km circa dall'abitato di Militello verso Scordia. Fino alla fine del XV secolo vi ci si recava in pellegrinaggio il 25 marzo e il mercoledì dopo Pasqua di ogni anno, offrendo l'occasione per svago e giochi campestri che però spesso degeneravano in risse. Il divieto dei signori della città a proseguire questa tradizione determinò l'oblio della chiesa. Oggi di questo luogo di culto, che ricade in un podere privato recintato, sono visibili discreti resti in muratura risalenti verosimilmente al '500.
- Altre chiese scomparse: Santa Maria di Portosalvo, San Costantino, Santa Maria delle Grazie dentro le mura e San Nicola del feudo Bugiarca. Di queste chiese non rimane traccia e se ne ricorda a stento l'ubicazione.

### Palazzi e monumenti
- Torre Normanna (XII sec.). Particolare della camera ipogea con iscrizione greca.Torre Normanna. Il sito, sul fianco Nord della chiesa di Santa Maria la Vetere, suggerisce l'originario legame fra i due edifici, rivelando la natura castrale del luogo di culto in età normanna. Ormai soltanto un rudere, la torre riflette la tipologia del dongione anglo-normanno (XI-XII sec.), e la sua duplice funzione residenziale e difensiva. Si tratta di una costruzione quadrangolare di circa 10 metri per 9 metri di lato, distribuita su più ordini di piani fino ad un'altezza ipotizzata di circa 20 metri, parecchio somigliante nella planimetria e tipologia realizzativa ai coevi edifici fortificati di Motta S. Anastasia, Milazzo ("Torre Normanna"), Scicli ("Castellaccio") e Brucato. Il piano terreno è addossato al fianco roccioso della collina, e al suo interno custodisce una interessante camera ipogea più antica, probabilmente una tomba di età greca, come si evincerebbe da un'iscrizione in greco arcaico presente in una parete; il primo piano, invece, sostenuto da una volta a botte in conci di pietra, presenta un'ampia finestra a Nord, con larga mensola. Del secondo piano sopravvive un brano del muro Est, e alcuni gradini della scala a chiocciola di raccordo, ricavati all'interno del muro perimetrale. Trascurata a seguito della costruzione più a monte del castello Barresi-Branciforte (XIV-XVII sec.), la torre fu successivamente adibita ad ossario della parrocchia di Santa Maria della Stella, circostanza che ha oscurato del tutto, nella storiografia locale, il ricordo della sua primitiva funzione militare, in relazione alle origini normanne di Militello.

- Castello Barresi-Branciforte (XIV-XVII sec.) e Porta della Terra.Castello Barresi-Branciforte. Costruito nel XIV secolo, e ingrandito più volte successivamente, era in parte addossato al circuito delle mura medievali e separato da un fossato sul lato Ovest.
- Fontana della Ninfa Zizza. Venne edificata nel 1607 nella corte Sud del castello per celebrare la realizzazione del primo acquedotto di Militello, voluto dal principe Francesco Branciforte. Di forme manieriste con vasca ottagonale, in essa si ammirava il pregevole bassorilievo in marmo raffigurante la Ninfa Zizza di Giandomenico Gagini. Il bassorilievo originario, al fine della sua maggiore tutela, è stato sostituito da una copia in gesso.
- Palazzo Baldanza (ex Caruso della Sanzà e di Rossitto). È situato in via G.B. Baldanza. Fu costruito nel XVIII secolo e occupa un intero isolato. Presenta sei balconi con ricche mensole a mascheroni e festoni nelle lesene. È arricchito da un giardino lussureggiante oggi cinto da un muro. Appartenne alla nobile famiglia Caruso, il cui ramo principale si estinse alla fine del XVIII sec., con il barone don Antonino Caruso morto senza figli; mentre il ramo secondario nei primi anni del XIX sec., con donna Marianna Caruso-Scuderi, sposata con Antonino Malgioglio e Cardaci di Ramacca.[10][11][12]
- Palazzo Baldanza-Denaro (ex Campisi). Situato nell'odierna piazza San Benedetto (o piazza Municipio), fu costruito a inizio XVII secolo. È attualmente sede dell'Associazione Turistica "Pro Loco". Anch'esso presenta balconi decorati da ricchi intagli barocchi nelle mensole e nelle lesene. Appartenne alla signora Denaro, vedova Basso La Bianca.[10]
- Palazzo Iatrini (XVIII sec.).Palazzo Iatrini. Situato in largo Iatrini, è una splendida dimora gentilizia del 1717. All'esterno offre un magnifico balcone sorretto da ricche mensole a intaglio con maschere. All'interno presenta numerosi ambienti, comprendenti anche una corte con cisterna e un giardino. Appartenne all'antica famiglia militellese degli Iatrini che vide in molti suoi esponenti illustri giuristi e religiosi, come mons. Alfio Iatrini priore del capitolo della cattedrale di Catania e mons. Francesco Iatrini prelato di Sua Santità e vicario foraneo. L'ultima esponente della famiglia, nel 1995, donò l'intero stabile alla parrocchia S. Maria della Stella.
- Palazzo Iatrini (ex Costantino, ex Reforgiato di Linziti). È situato in via Porta della Terra, all'angolo con via Baldanza. La sua costruzione fu completata nel 1771, e presenta sei balconi con cornici e mensole tardo-barocche. Voluto dal barone Reforgiato di Linziti, passò in seguito ai Costantino per poi pervenire agli Iatrini. Venne adibito fino agli anni 60 del XX sec. a sede della Agenzia delle Imposte e successivamente a casa religiosa. Oggi è di proprietà della parrocchia S. Maria della Stella.
- Palazzo Liggieri (ex Reforgiato). Si tratta di un grande edificio che chiude per un intero lato piazza Vittorio Emanuele II. Oltre che per le dimensioni, questo edificio del XVIII secolo si caratterizza per i notevoli intagli barocchi dei balconi e del grande portale bugnato sormontato dallo stemma gentilizio.
- Palazzo Majorana della Nicchiara (XVI-XVIII sec.). Sullo sfondo l'ex Convento di San Domenico.Palazzo Majorana della Nicchiara (o "dei Leoni"). Si trova in via Porta della Terra dirimpetto la piazza di Santa Maria della Stella. Rara testimonianza dell'edilizia civile di epoca cinquecentesca, l'enorme edificio fu voluto dai Barresi come sede della corte giuratoria e della corte capitanale (i due principali organi di amministrazione della città). Sebbene rimaneggiato in epoche successive, e trasferito più volte di proprietà (tra cui i Majorana-Cocuzzella baroni della Nicchiara), presenta gli originali cantonali a bugnato, arricchiti da severi leoni in pietra di età medievale recuperati da edifici più antichi.
- Palazzo Niceforo. Si trova in via Baldanza. Costruito nel XVIII secolo, presenta un ricchissimo portale a telamoni. È uno degli esempi più belli dell'edilizia aristocratica del post-terremoto.
- Palazzo Oliva (ex Tinnirello, ex Interlandi di Bellaprima). Situato in via Porta della Terra, risale ai secoli XVII-XVIIII. Presenta un'elegante finestra ad intaglio, di stile manierista, sul cui timpano è collocato uno stemma araldico in marmo. Appartenuto dapprima alla famiglia calatina degli Interlandi principi di Bellaprima (vi abitò il parroco di San Nicola don Lorenzo Interlandi), nella prima metà del '700 passò all'illustre famiglia militellese dei Tinnirello che vi abitò fino al 1921, ospitandovi al piano terra l'omonima farmacia, e infine alla famiglia Oliva[10].Palazzo Niceforo (sec. XVIII).
- Palazzo Guttadauro di Reburdone. Situato in via Reburdone, importante arteria del tessuto urbano cinquecentesco, questo edificio di severo stile manierista sopravvisse in parte al terremoto del 1693. Appartenne dapprima ai Ciccaglia e quindi ai baroni Guttadauro di Reburdone (originari di Vizzini) a seguito del matrimonio tra donna Pietra Antonia Ciccaglia e don Gaetano Guttadauro (1678). I Guttadauro si trasferirono successivamente a Catania dove assursero alla dignità di principi.
- Palazzo Rejna dell'Aere del Conte. Situato in via Pietro Carrera, questo grande palazzo dalle forme severe, con spunti neoclassici, risale alla fine del XVIII secolo.
- Palazzo Sciannaca. Si staglia fra piazza Sant'Agata e via Pietro Carrera, sulla quale si esibisce l'affaccio principale. Fu costruito nel XIX secolo in forme classiche, nello stesso luogo dove sorgeva l'antico palazzo d'estate dei Barresi.
- Palazzo Tineo. È situato in via San Sebastiano. Elegante palazzetto ricco di intagli barocchi, risale al XVII secolo.
- Casa Guzzone. Situata in via Guzzone, fu residenza del noto pittore militellese Sebastiano Guzzone e Sangiorgi (1856-1890), e dello zio don Rosario Guzzone, che molto si adoperò per il ripristino dei diritti parrocchiali di S. Maria della Stella. Oggi è abitata dagli eredi di Sebastiano Guzzone.[10]

### Aree naturali

#### Cascate dell'Ossena
Si tratta di belle cascate naturali situate a Sud del territorio di Militello al confine con il territorio di Francofonte (SR), raggiungibili tramite la sp28 ii Militello-Vizzini Scalo bivio per Francofonte. Incastonate in un bellissimo contesto ambientale, caratterizzato da specie ripariali che accompagnano il corso d'acqua e dalla presenza di olivastri, carrubi, querce, ficodindia, tamerici e oleandri, esse sono alimentate in regime permanente dal fiume Ossena (o Oxena). L'Ossena è un affluente del Trigona il quale a sua volta si versa in parte nel lago di Lentini e in parte nel San Leonardo (fiume che attraversa la Piana di Catania e sfocia nel mar Ionio). Rocce basaltiche ne caratterizzano l'alveo e la loro visita è affascinante, specie nelle stagioni calde per il refrigerio che offrono. La visita di queste cascate permette di godere di un ambiente inusuale, formato da cave verdeggianti e pianori assolati: si percorre il fondo di una di queste cave, sotto una galleria vegetale che funge da volta, e si perlustra controcorrente il fiume che non è mai profondo. Le cascate dell'Ossena costituiscono oggi uno degli ambienti naturali più integri e affascinanti degli Iblei catanesi.

#### Cava del Carcarone
Si tratta di uno spettacolare, profondo e articolato canyon situato ad Est dell'abitato, ben visibile dai tornanti della provinciale 28/I per Scordia (CT). Diverse cavità presenti lungo le alti pareti rocciose del canyon, in età preistorica, hanno offerto l'occasione per la formazione di insediamenti umani. Grande interesse geologico riveste nel sito la presenza di estesi banchi di coralli fossili.

## Società

### Evoluzione demografica
Abitanti censiti

1. Nel XVIII secolo la città di Militello si diceva che contasse 3500 "fuochi", rappresentando ogni fuoco un nucleo familiare. Dopo l'Unità d'Italia, perse in parte il suo antico splendore, passando ad una fase di decadenza della sua storia, che perdura. Rimane oggi una cittadina di modesta importanza demografica.

### Etnie e minoranze straniere
Gli stranieri residenti a Militello al 1° gennaio 2024 sono 72 e rappresentano lo 1,1% della popolazione residente. La comunità straniera più numerosa è quella proveniente dalla Romania con il 45,8% di tutti gli stranieri presenti sul territorio.

### Ospedali

#### Ospedale vecchio
Il primo ospedale della città fu quello di San Michele costruito in prossimità dell'attuale chiesa degli Angeli Custodi. Di antica fondazione (forse per iniziativa dei cavalieri dell'Ordine dei Templari nei primi decenni del XIII sec.), l'ospedale funzionò fino agli inizi del XVII secolo. Successivamente, nel 1629, per volere di donna Giovanna d'Austria, sposa del principe Francesco Branciforte e marchesa di Militello, fu costruito con lascito perpetuo un nuovo ospedale affidato alla cura dei Fatebenefratelli di San Giovanni di Dio presso il loro convento. Distrutto dal terremoto del 1693, questo ospedale smise di funzionare per alcuni decenni fino a quando, nel 1721, fu ricostruito insieme al convento e alla attigua chiesa di Sant'Antonio Abate. Nel 1929, l'ospedale, il convento e la chiesa, ormai pericolanti, furono demoliti per far posto alla nuova canonica della parrocchia di Santa Maria della Stella.

#### Ospedale nuovo
La costruzione del nuovo ospedale ebbe inizio negli anni trenta del '900, inglobando lo stabile del convento dei Minimi di San Francesco di Paola, che pochi anni prima era stato adibito ad ospizio per anziani invalidi a seguito di un lascito del benefattore Saverio Pappalardo Lombardo (1912). Un nuovo padiglione invece, inaugurato nel 1933, fu dovuto alla munificenza del dott. Antonio Astuti, anch'egli artefice di un lascito disposto con proprio testamento del 1926, nel quale dichiarava di istituire per suo “erede universale l'ospedale di Militello”, al quale donava e legava tutti i suoi “beni urbani e rusticani”. L'ospedale civile, intitolato poi a Mario Basso Ragusa, è ancora oggi in funzione.

### Mercati e fiere
Il mercato a Militello in Val di Catania venne istituito nel secondo dopoguerra e si svolgeva (come oggi) una volta a settimana, il martedì. Nel 2001 il Comune decise di spostare la sede del mercato settimanale dalla piazza Sant'Agata e vie limitrofe al viale Regina Margherita, sito più capiente e periferico, in modo da decongestionare il traffico nel centro cittadino. A Militello in Val di Catania esistevano anche alcune fiere storiche, come quella annuale di San Giuseppe che si svolgeva tra il 18 e il 26 marzo. Questa fiera andò in oblio già alla fine del Settecento. Si sperò di riattivarla, inutilmente, grazie ad un regio decreto del 1845. L'annuale fiera di Santa Maria della Stella, invece, fu istituita nel 1446 per privilegio del re di Sicilia Alfonso I d'Aragona, era una fiera franca e si svolgeva dal 6 al 13 settembre. Era una fiera ricchissima, tra le più importanti del Regno di Sicilia, che attirava commercianti da tutta l'isola; per secoli fu molto fiorente. Quest'ultimo appuntamento perse importanza nell'Ottocento, sino a scomparire del tutto agli inizi del XX secolo.

## Cultura
Dal 2022 la città fa parte del progetto del Primo parco mondiale dello stile di vita mediterraneo insieme ad altre 103 città del centro Sicilia.

### Scuole e istruzione
- Istituto omnicomprensivo "Pietro Carrera". Comprende: Scuola dell'Infanzia, Scuola Primaria e Scuola Secondaria di primo grado e di secondo grado.
- Istruzione secondaria superiore. Comprende: AFM (Amministrazione, Finanza e Markenting), BTS (Bio-Tecnologico Sanitario) e il Liceo Artistico.

- Biblioteca comunale "Angelo Majorana". Istituita nel 1910, ne fu fondatore il direttore didattico Giuseppe Musumeci Ristagno. Possiede un patrimonio librario di circa 40.000 volumi con un fondo antico di oltre 2.000 tomi che vanno dalla fine del XV agli inizi del XX secolo. A questi si aggiunge una ricca raccolta di dischi in vinile, cd e videocassette custodite nella sala multimediale. Il numero degli iscritti al prestito è di circa 2.500 utenti. Particolarmente pregiati sono: un incunabolo del 1498 (Rosarium Sermonum di Bernarbino de' Busti) e trentuno cinquecentine, tra le quali ventidue edizioni veneziane, due di Lione, una di Palermo e una di Napoli.

### Musei e gallerie
- Museo Civico e Archivio Storico "Sebastiano Guzzone".  Inaugurato nel 2007, è ricavato all'interno dell'ampio complesso sei-settecentesco dell'ex Convento dei Frati Domenicani (noto ai militellesi anche come Asilo Laganà-Campisi). Espone al pubblico numerosi cimeli cittadini che vanno dal XVI al XX secolo.

- Museo d'arte sacra "San Nicolò". Inaugurato nel 1985, è ospitato all'interno delle antiche cripte di sepoltura della chiesa madre. Il suggestivo allestimento sottolinea il valore e la bellezza degli oggetti esposti: una ricca collezione di paramenti liturgici dei secoli XVII-XVIII; numerose statue di santi provenienti dalle chiese filiali della matrice; i tesori di alcune chiese e conventi cittadini, tra cui gli argenti della chiesa di Santa Maria della Catena e gioielli votivi dell'Arciconfraternita del SS. Crocifisso al Calvario; gli ex voto ed il corredo liturgico della chiesa di Sant'Agata. Chiude la visita la pinacoteca con la pala della Annunciazione di Francesco Frazzetto (1555); l'Attentato a san Carlo Borromeo del toscano Filippo Paladini (1612), caratterizzato da un certo luminismo caravaggesco e la seicentesca tela dell'Estasi di san Francesco (Filippo Paladini), il Miracolo di sant'Antonio del Candrilli, la dolce Immacolata di Francesco Vaccaro; molte altre tele e manufatti d'arte sacra.
- Tesoro di Santa Maria della Stella. Inaugurato nel 1995, espone numerose e preziose opere d'arte: sacre suppellettili in argento (XV-XVIII sec.) provenienti dalla chiesa parrocchiale e dalle sue chiese filiali; il corredo in argento e oro della statua della Madonna della Stella; ex voto in oro; paramenti in seta e oro e apparati di damasco (sec. XVII-XVIII); immagini sacre tra cui un San Paolo del XVI sec.; un notevole bassorilievo di Domenico Gagini raffigurante il viceré di Sicilia Pietro Speciale (1468); il monumentale polittico quattrocentesco raffigurante San Pietro in cattedra e storie della sua vita, variamente attribuito ad Antonello da Messina o al Maestro della Croce di Piazza Armerina; un dipinto di Vito D'Anna raffigurante l'Immacolata, oltre ad altre tele di pregio come una Madonna della Stella di Giacinto Platania (sec. XVII).Tesoro di Santa Maria della Stella.

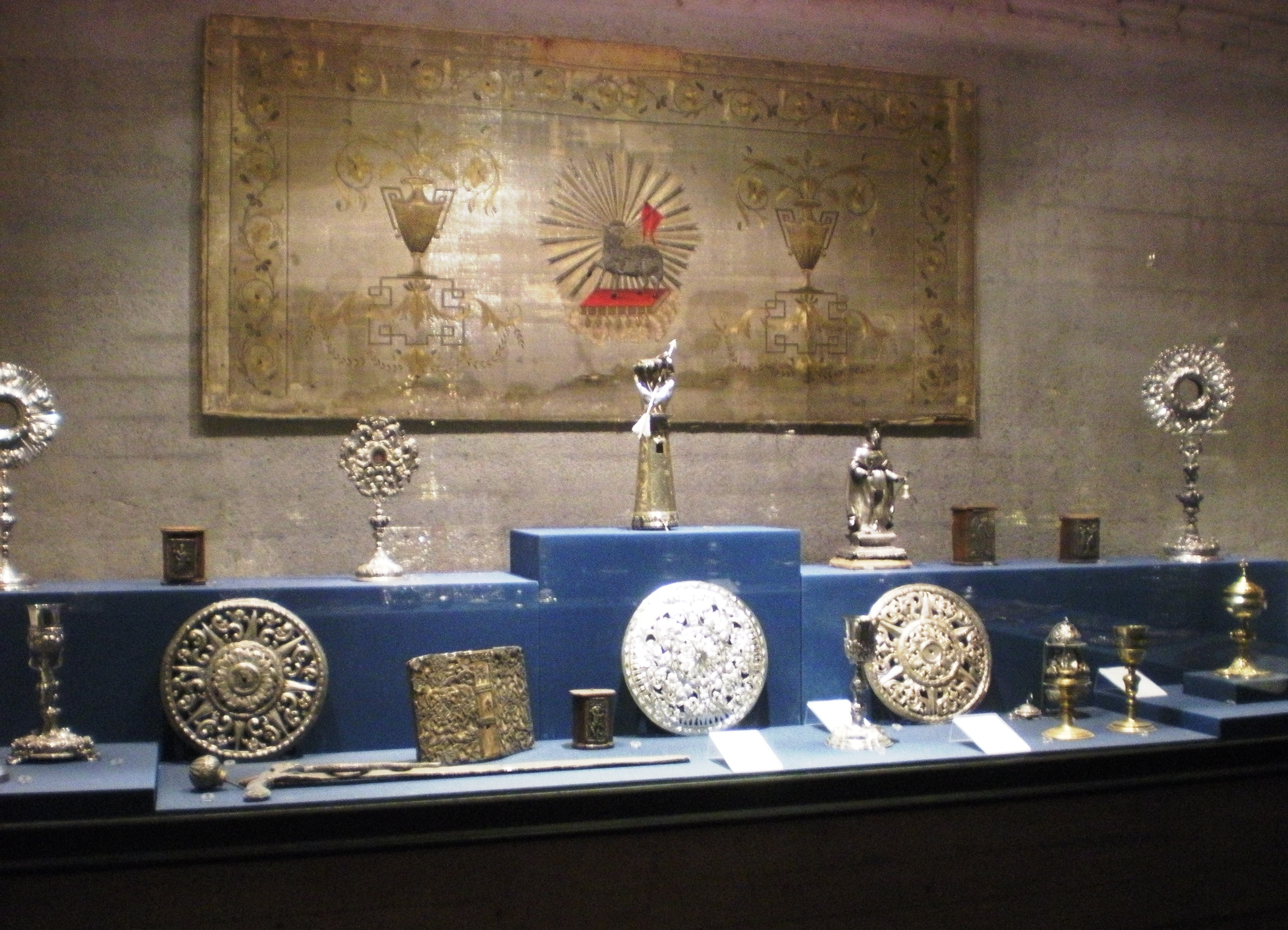
Tesoro di Santa Maria della Stella.

- Museo d'arte contemporanea "Antonio Cannata".
- Galleria d'arte contemporanea "Baldanza".

### Media

#### Teatri e cinema
Il primo progetto di un teatro civico a Militello risale al 1871, anche se si deve aspettare fino al 1887 per vedere l'avvio dei lavori, questa volta su progetto del grande architetto palermitano Giovan Battista Filippo Basile (figlio adottivo del botanico, di origini militellesi, Vincenzo Tineo), autore del più famoso Teatro Massimo di Palermo. A qualche anno dall'inizio dei lavori, tuttavia, la scomparsa del Basile (1891) determina l'interruzione dell'opera e il definitivo abbandono del progetto. Successivamente un nuovo progetto viene presentato e nel 1942 vede finalmente la luce il Cine Teatro "Tempio" (dal cognome del proprietario), realizzato su disegno del geometra militellese Antonio Portuso che si ispira nello stile al razionalismo italiano di quegli anni. Il Teatro "Tempio" ha costituito il cuore della vita culturale e artistica della città almeno fino alla fine degli anni '90 quando, ormai fatiscente, viene acquistato dalla Provincia regionale di Catania che lo trasforma radicalmente in un nuovo teatro di lirica e prosa su progetto dell'architetto Giorgio Potenza. Di recente è tornato a ricoprire il ruolo di importante infrastruttura culturale della cittadina. Nella città di Militello esisteva anche un'altra sala cinematografica, il Cinema "Fucile" (dal nome del proprietario).

#### Radio e televisione
La radio cittadina è Radio Venere Militello fondata nel 1978 con il contributo di diversi appassionati, che trasmette sui 92.40 MHz. Viene ricevuta anche nei comuni limitrofi e si può ascoltare in streaming sul sito dell'emittente.
In passato esisteva un'emittente televisiva locale, Radio Audizioni Militello, chiusa nella prima metà degli anni 1990. A Militello è nato il conduttore televisivo Pippo Baudo e ivi è sepolto.

### Gastronomia

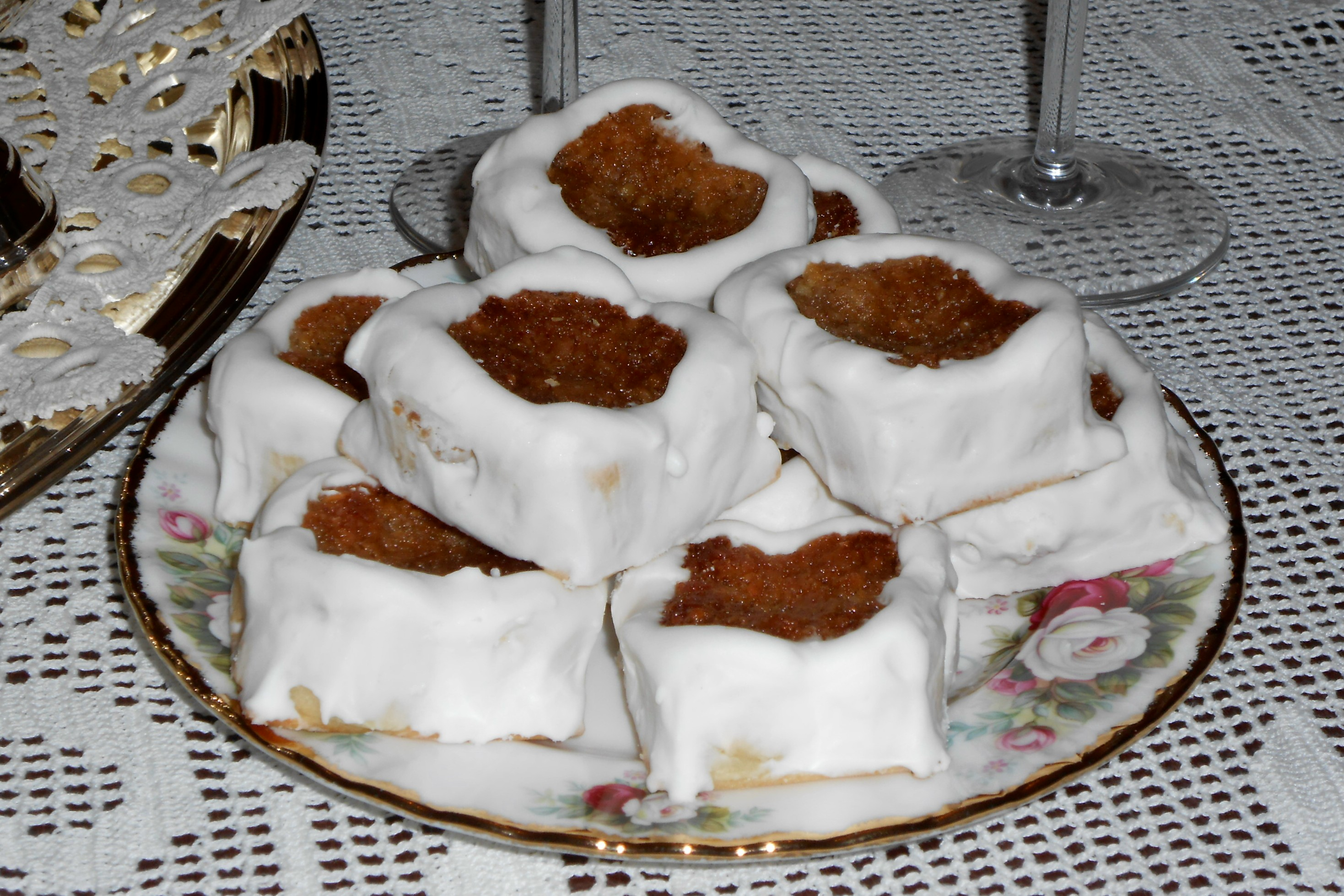
Le Cassatelline di Militello (cassatiddini).

Il prodotto più conosciuto di Militello è certamente il ficodindia, che eccelle in questo comprensorio per varietà e caratteristiche organolettiche. Lo si trova presente nella tavola militellese non solo come dessert, da gustare fresco a fine pasto o in qualunque altro momento della giornata, ma anche come materia prima di numerose preparazioni.
La gastronomia tipica militellese è poi sostanzialmente quella dolciaria. Oltre ai dolci tipici della più vasta tradizione siciliana, Militello vanta anche specialità proprie, frutto della fantasia e della perizia della gente del luogo, e dell'antica arte culinaria coltivata nei monasteri presenti in città. Ricordiamo:
- Cassatelline di Militello o della "zia monaca" (cassatiddini da za' monaca). Vera e propria prelibatezza dolciaria, le cassatelline di Militello sono cestini di pasta frolla sfogliata di forma quadrata (tra gli ingredienti farina, uova, zucchero, sugna), riempiti con un impasto di mandorle spellate, confettura di frutta, cioccolato, liquore, cannella e chiodi di garofano, il tutto decorato con glassa bianca asciugata al forno. Per la loro preparazione sono necessari tre giorni di lavorazione. Almeno tre laboratori dolciari ne assicurano giornalmente la produzione e la vendita.
- Mostarda (mustata). Presente nelle due varianti fresca e secca, preparata con mosto di fichi d'India e semola, o mosto d'uva e amido, è giustamente celebrata nell'annuale Sagra della Mostarda e del Ficodindia. A inizio autunno, quasi tutte le famiglie della città si cimentano nella sua preparazione, raggiungendo inconsueti vertici di bontà.
- Mostaccioli (mastrazzola). Dolci invernali a tocchetti caramellati, ricavati da un impasto tostato al forno di vino cotto, farina, zucchero e aromi.
- Fasciatelli ('nfasciateddi). Dolci natalizi che consistono di un impasto morbido di farina, mandorle tostate, miele e chiodi di garofano, avvolto in fettuccine di pasta frolla. Il tutto caramellato in pentola con zucchero e buccia di limone.
- Pipirata. È preparata con vino cotto di ficodindia, riso, pinoli e aromi (ne esiste una variante moderna, che prevede l'aggiunta di scaglie di cioccolato, mandorle e nocciole).
- Granita di mandorle tostate (minnulata). La granita di Militello è rinomata per fragranza e consistenza in tutto il comprensorio Sud della Provincia di Catania.
- Cannoli di ricotta. Sebbene non siano una invenzione locale, i cannoli di Militello si distinguono per la qualità della materia prima: la ricotta di pecora, frutto degli incontaminati pascoli in quota della zona, e della lavorazione attenta dei pastori locali.
- Muscardini, noti altrove come ossa dei morti; giammelli, biscotti soffici di forma quadrata ricoperti di glassa; crispelle, qua preparate con purea di patate, farina, zucchero e cannella.
- Vanno poi menzionate le tradizionali scacciate (focacce ripiene), che a Militello, a differenza della versione catanese o ragusana, prevedono sempre la farcitura con verdura a foglia larga (spinaci, tenerumi, bieta o segale selvatica), oppure broccoli, cavolfiore e cipolla, oltre a salsiccia, formaggio pecorino, patate, olive nere, pomodoro secco, pepe.
- Rinomati sono infine alcuni insaccati preparati in casa, come anche diversi tipi di olio d'oliva e vino padronale.

## Infrastrutture e trasporti
- Ferrovie dello Stato. Linea a binario semplice, non elettrificata, gestita da RFI assicura il collegamento con Scordia, Lentini diramazione e Catania e con Vizzini-Licodia Eubea, Grammichele, Caltagirone. Il comune è servito dalla stazione di Militello.
- Autolinee Interbus. Assicura il collegamento con Scordia e Catania tramite corse giornaliere, feriali e festive (una coppia di corse andata e ritorno transita per l'aeroporto di Catania).
- Autolinee Molinaro. Garantisce il collegamento con Palagonia, Ramacca e Castel di Judica tramite corse giornaliere, feriali e festive.

## Amministrazione
Di seguito è presentata una tabella relativa alle amministrazioni che si sono succedute in questo comune.
| Periodo         | Periodo          | Primo cittadino       | Partito                   | Carica              | Note   |
| --------------- | ---------------- | --------------------- | ------------------------- | ------------------- | ------ |
| 15 maggio 1989  | 5 giugno 1990    | Salvatore Troia       | Democrazia Cristiana      | Sindaco             | [ 18 ] |
| 5 giugno 1990   | 8 ottobre 1991   | Paolo Eremita Ruscica | Democrazia Cristiana      | Sindaco             | [ 18 ] |
| 4 novembre 1991 | 23 novembre 1992 | Francesco Coniglione  | Democrazia Cristiana      | Sindaco             | [ 18 ] |
| 21 gennaio 1993 | 13 giugno 1994   | Salvatore Troia       | Democrazia Cristiana      | Sindaco             | [ 18 ] |
| 29 giugno 1994  | 8 giugno 1998    | Antonio Lo Presti     | Alleanza dei Progressisti | Sindaco             | [ 18 ] |
| 8 giugno 1998   | 10 giugno 2003   | Antonio Lo Presti     | centro-sinistra           | Sindaco             | [ 18 ] |
| 10 giugno 2003  | 17 giugno 2008   | Vittorio Musumeci     | centro-destra             | Sindaco             | [ 18 ] |
| 17 giugno 2008  | 16 giugno 2011   | Antonio Lo Presti     | Partito Democratico       | Sindaco             | [ 18 ] |
| 14 luglio 2011  | 9 maggio 2012    | Francesco Spataro     |                           | Comm. straordinario | [ 18 ] |
| 9 maggio 2012   | 11 giugno 2017   | Giuseppe Fucile       | lista civica              | Sindaco             | [ 18 ] |
| 12 giugno 2017  | 13 giugno 2022   | Giovanni Burtone      | Partito Democratico       | Sindaco             |        |
| 13 giugno 2022  | in carica        | Giovanni Burtone      | Partito Democratico       | Sindaco             |        |

## Sport
Ha sede a Militello la società di calcio A.S.D. Militello Val Catania, che ha disputato campionati dilettantistici regionali.
Avevano sede nel comune: la società di pallavolo CPM Militello fondata nel 1979, che raggiunse il suo apice con i campionati di serie B e la società Assovolley. Hanno cessato entrambe l'attività. È invece attiva la società femminile Volley Club Militello.

### Impianti sportivi
Strutture sia pubbliche che private:
- Palazzetto dello Sport
- Stadio comunale, sito in Viale Regina Margherita (terra battuta)
- Stadio comunale con relativa pista di atletica, sito in via Grenchen (erba naturale)
- Piscina comunale
- Campo da tennis
- Campo da calcio a 5 (due impianti di cui uno privato)